# St-Pierre (Chauvigny)

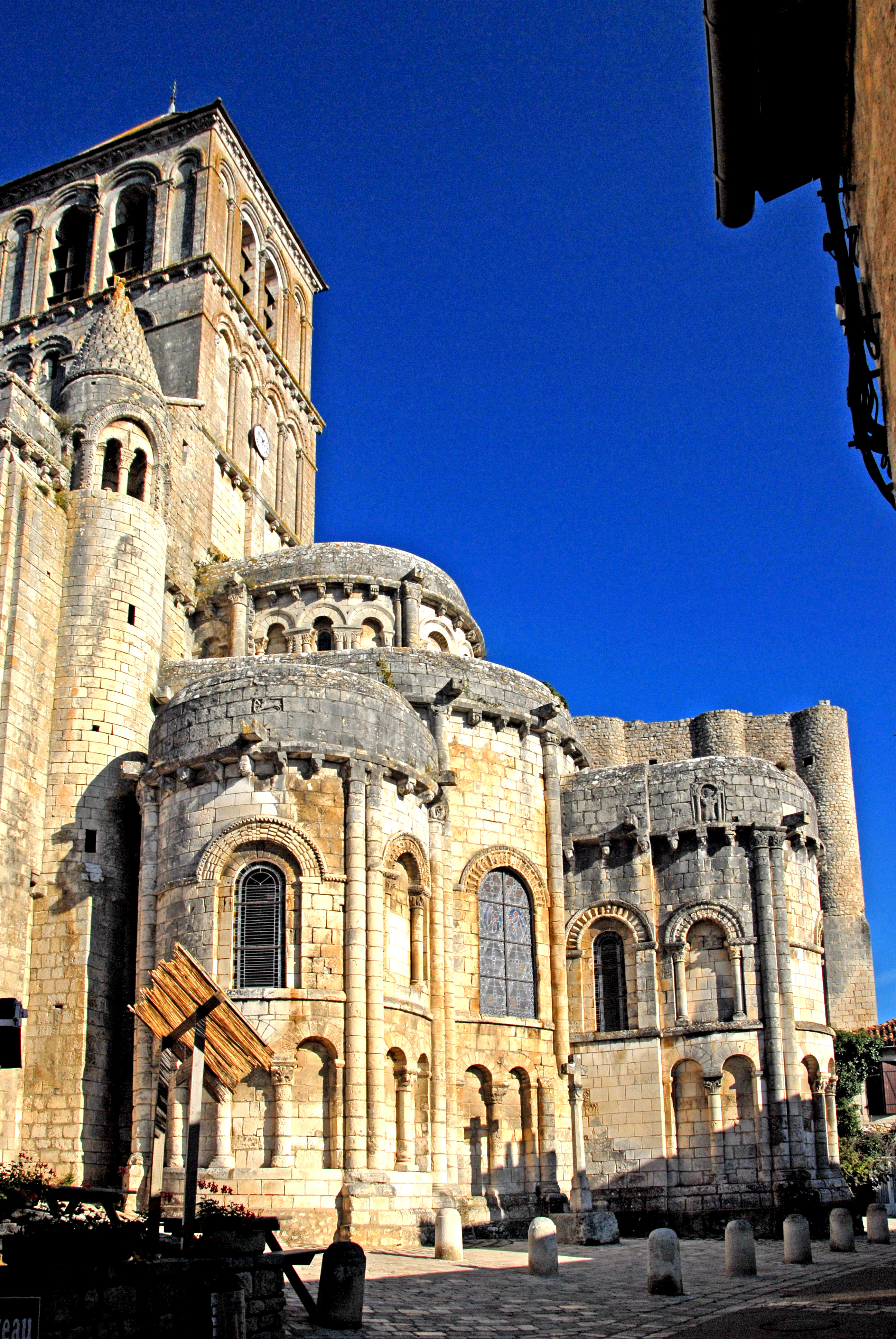
St.-Pierre, Chorhaupt

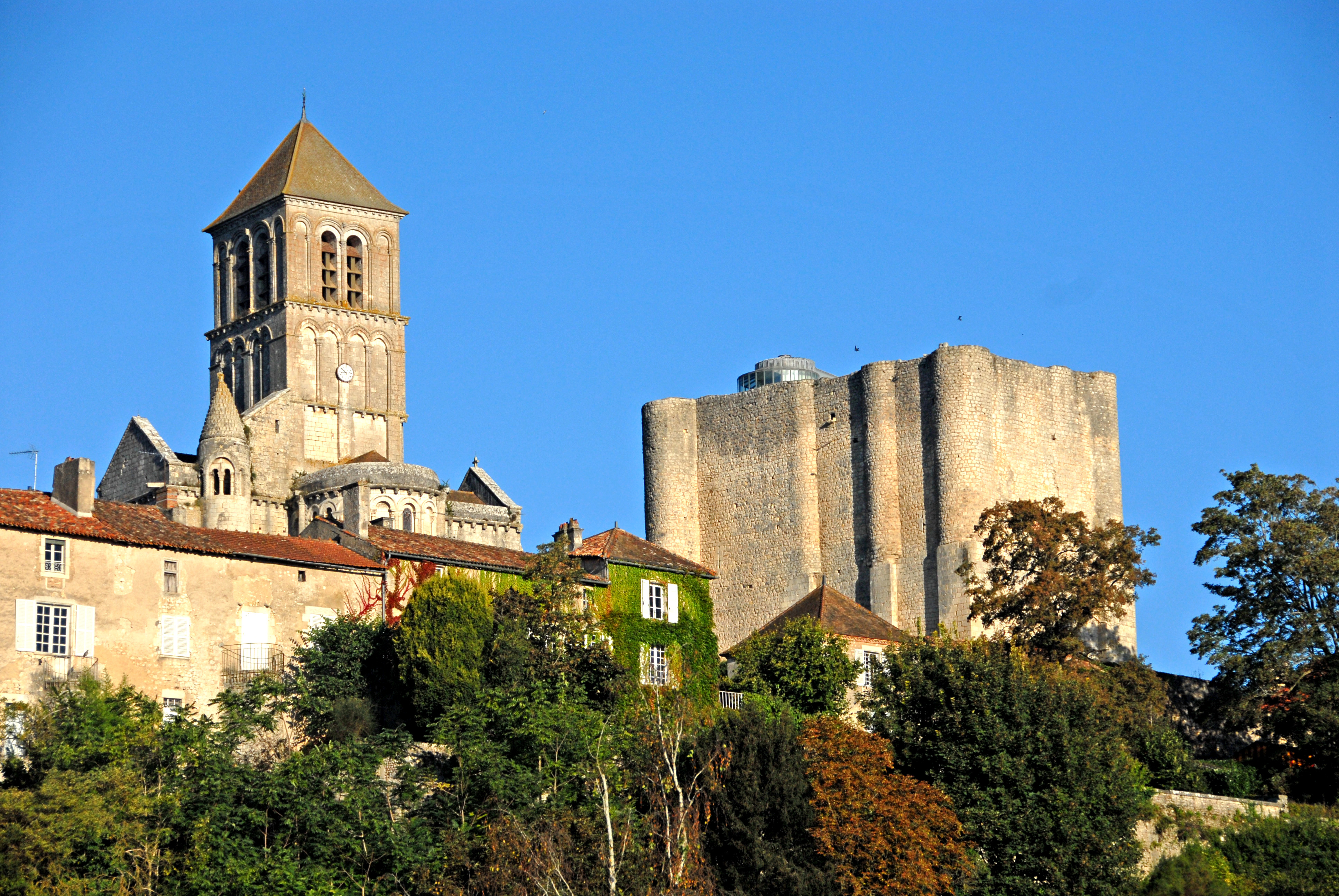
St.-Pierre, Turm überragt höchsten Donjon

Die ehemalige Stiftskirche Saint-Pierre befindet sich in der Oberstadt von Chauvigny, einer französischen Gemeinde im Département Vienne in der Region Nouvelle-Aquitaine. „Saint-Pierre“ ist ein Kleinod der poitevinischen Romanik und verdankt diese Einschätzung ganz besonders der meisterlichen Skulptur ihrer Kapitelle und deren farbigen Fassung, dem Stil der Romanik nachempfunden, wie auch der Ausmalung des ganzen Innenraumes.

## Lage
Siehe Lageplan Chauvigny (Stadt und Burgberg)
Etwa im Mittelpunkt der Längenausdehnung der Oberstadt von Chauvigny, der „Cité médieval“, überragt der Glockenturm von Saint-Pierre die höchsten Donjons (Wohntürme) der fünf sie umringenden Burgfestungen.

## Geschichte
Die Geschichte von Saint-Pierre ist untrennbar verbunden mit derjenigen der befestigten Oberstadt Chauvignys und seiner Burgen und deren Bewohner (siehe Artikel Chauvigny).
Die ehemalige Stiftskirche wurde von den Herren von Chauvigny gegründet. Der Bau der Kirche wurde gegen Ende des 11. Jahrhunderts mit der Apsis begonnen und im Lauf des 12. Jahrhunderts mit dem Langhaus vollendet. Der Innenraum wurde im 19. Jahrhundert restauriert und im Stil der Romanik farbig gefasst.

## Äußere Gestalt

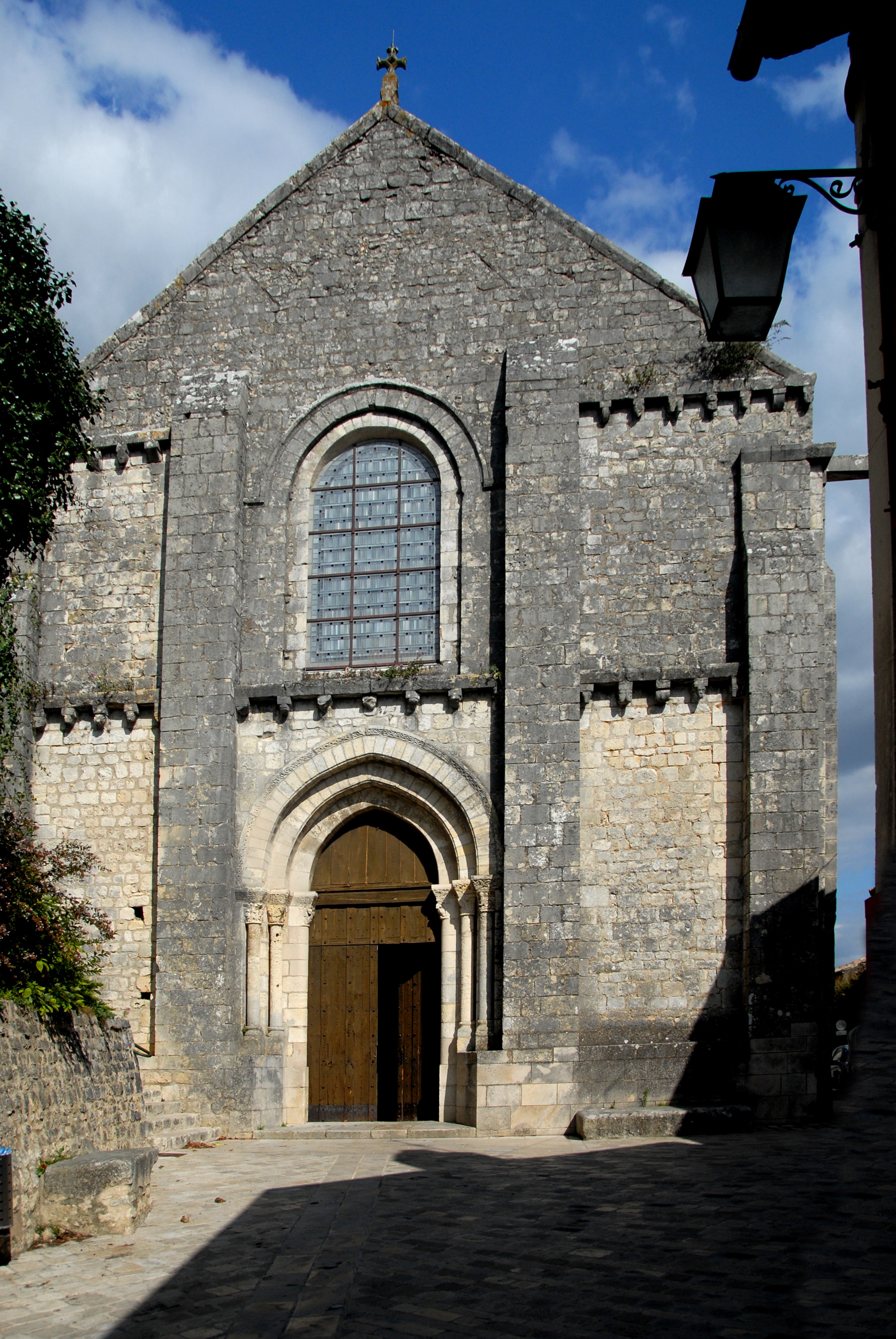
St.-Pierre, Fassade von Westen

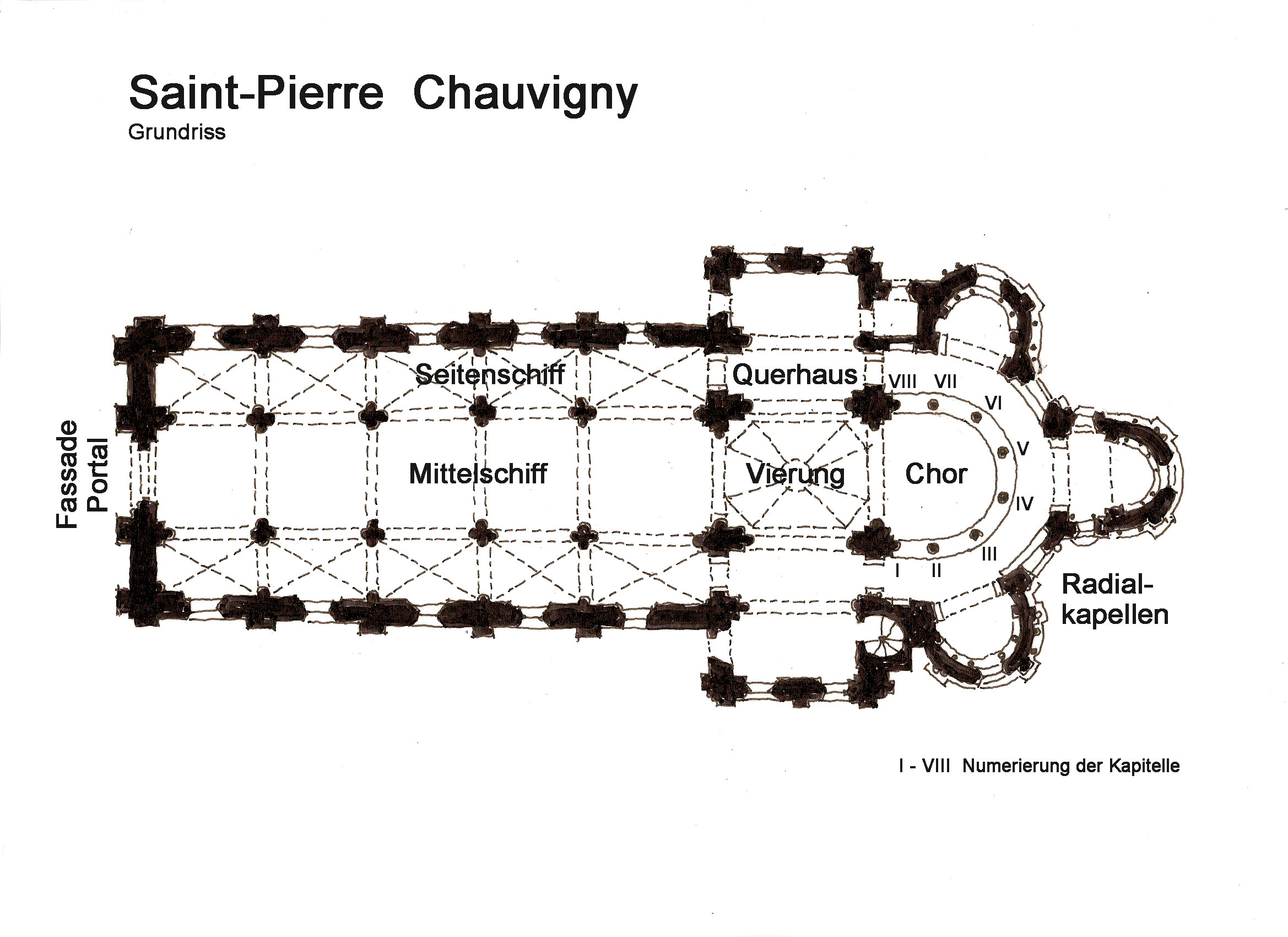
St.-Pierre Chauvigny Grundriss (Handskizze), genordet (oben = Norden)

Dimensionen circa (jeweils ohne Wandpfeiler):
- Länge gesamt (Fassade bis zentrale Chorkapelle) 48,00 m
- Länge Langhaus (Fassade bis Querhausarme) 26,60 m
- Länge Querhaus 20,60 m
- Breite Langhaus 13,60 m
- Breite Querhaus 8,00 m

### Langhaus

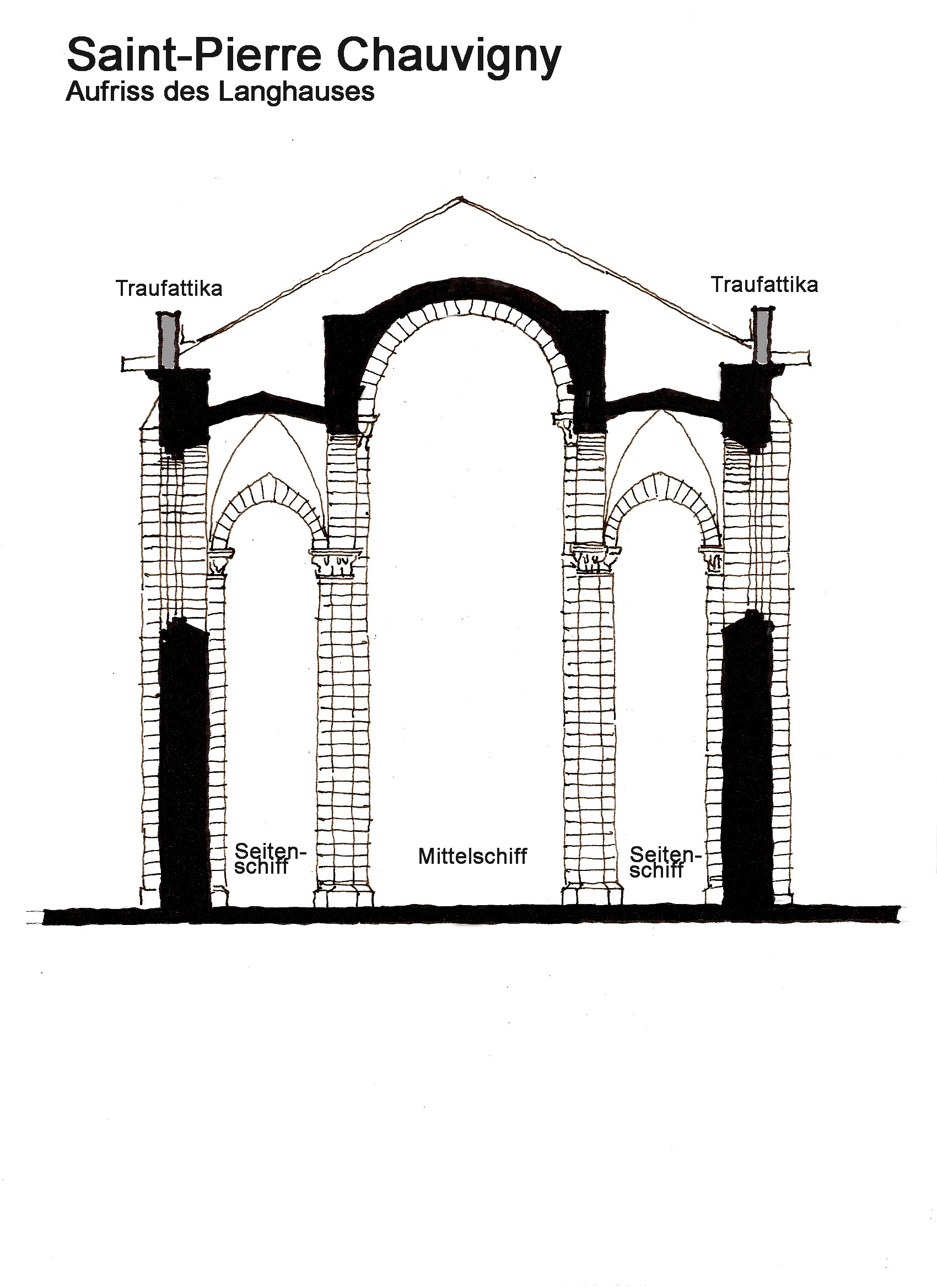
St.-Pierre Aulnay, Aufriss Langhaus, Handskizze nach einer Zeichnung von Dehio/Bezold, Attiken ergänzt

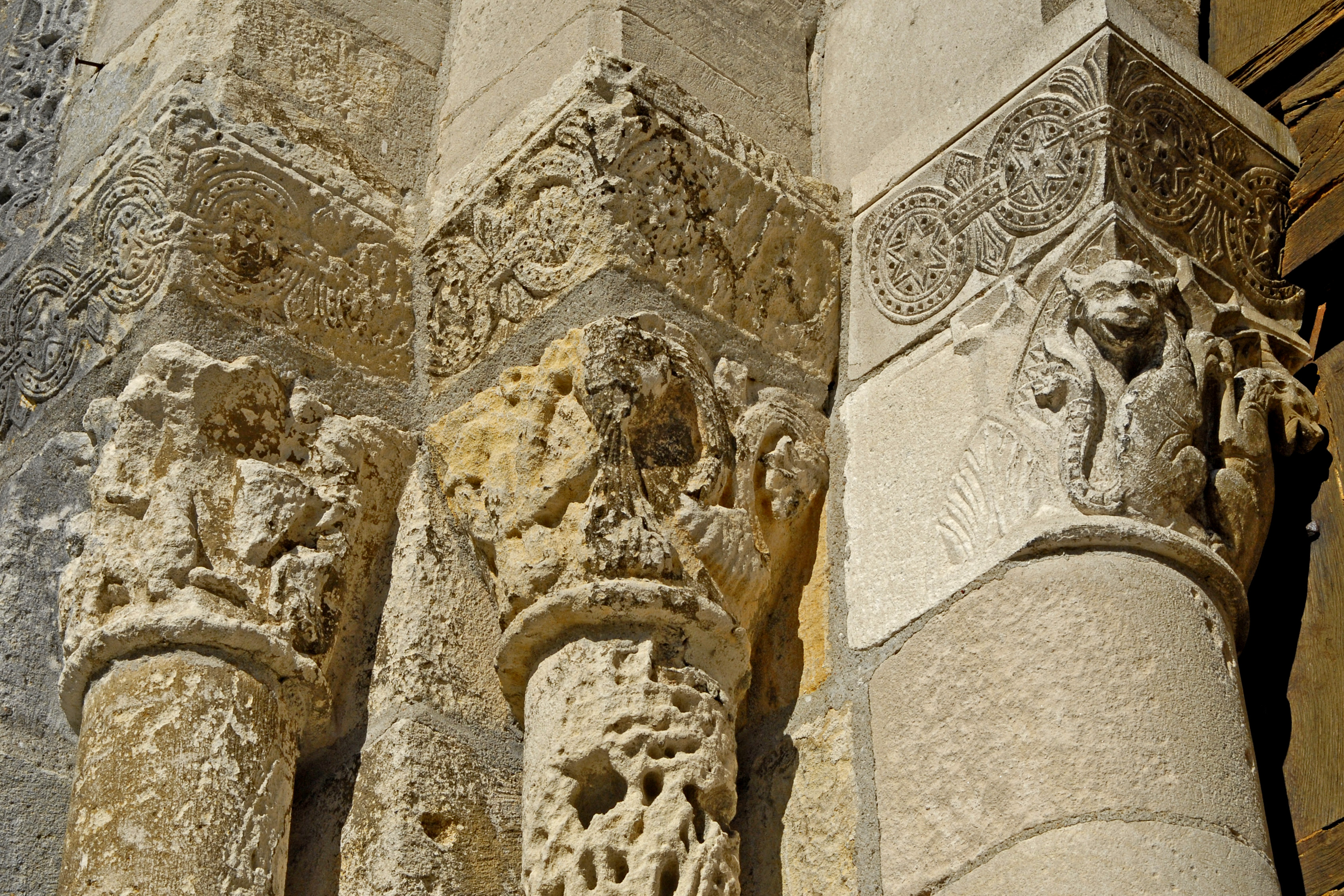
St.-Pierre Chauvigny, Kapitelle Hauptportal

Das fünfjochige Langhaus wird von einem gemeinsamen Satteldach mit etwa 30 Grad Dachneigung ohne Höhenversätze überdeckt. Die Höhenlage der Traufen und Firste bleiben deutlich unter denen des Querhauses.
Die Traufen werden markiert durch ein kräftiges skulptiertes Kraggesims, das von Kragsteinen unterstützt wird, die mit Skulpturen künstlerisch aufwändig gestaltet sind. Auch die Zwischenräume der Kragsteine sind mit Reliefs verziert. Dieses Kraggesims auf Kragsteinen findet sich auf allen Seiten der Kirche, überwiegend in Höhe der Traufen und setzt sich auch über die Giebelfelder fort, ausgenommen beim nördlichen Querhausarm. Oberhalb der Traufen sind auf den Kraggesimsen noch Attiken senkrecht aufgemauert, etwa einen Meter hoch. Das von den Dachflächen abfließende Regenwasser wird hinter den Attiken in Regenrinnen gesammelt und über steinerne Wasserspeier unmittelbar über dem Traufgesims nach außen geleitet.
Die Außenwände der Seitenschiffe werden durch fünf kräftige Wandpfeiler in gleich breite Joche unterteilt, die die inneren Gurtbögen abstützen. Sie reichen bis unter das Traufgesims und sind oben steil abgeschrägt. Jeweils in Jochmitte und im oberen Wandbereich ist ein rundbogiges Fenster ausgespart, dessen Leibungs- und Bogenkanten mit einfachen Rückversätzen gestaltet sind. Die Keilsteine der äußeren Bögen werden durch leicht auskragende Profile überfangen, deren untere Enden waagerecht abknicken, bis sie gegen Wandpfeiler stoßen.

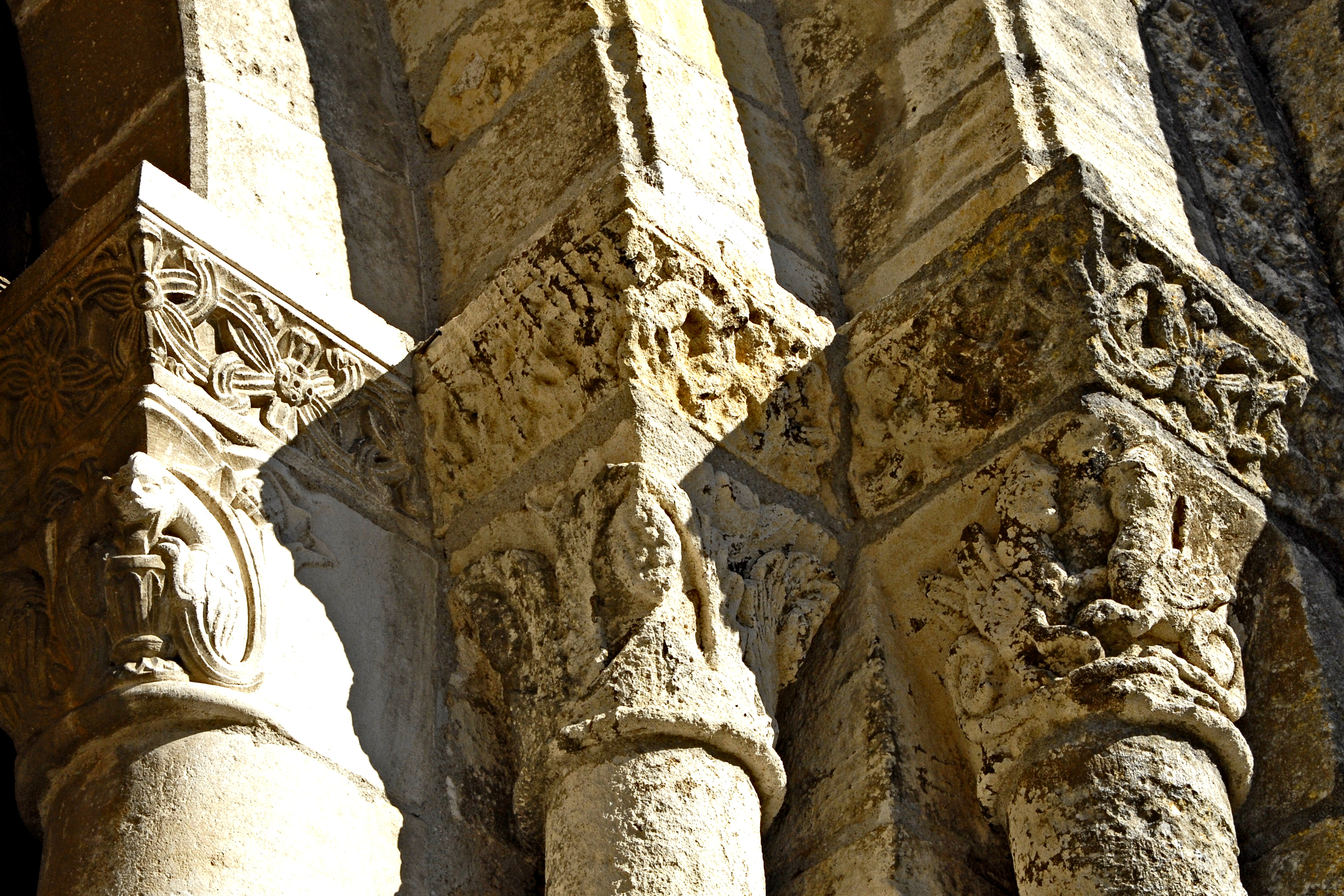
St.-Pierre, Kapitelle Hauptportal

Die Fassade ist kaum üppiger gestaltet als die Längswände. Sie wird vertikal durch vier kräftige Wandpfeiler, in Verlängerung der inneren Scheidewände und der Außenwände. Die beiden äußeren Pfeiler sind gegenüber der Wandecke leicht eingerückt und reichen bis unter das um die Ecke geführte Traufgesims. Ihr oberes Ende ist bis auf die Tiefe der Auskragung dieses Gesimses zurückgestuft und dabei steil abgeschrägt. Die beiden inneren Wandpfeiler reichen noch ein gutes Stück höher, bis in das Giebelfeld. Die horizontale Unterteilung der Fassade in zwei Geschosse und ein Giebelfeld erfolgt durch Kraggesimse auf Kragsteinen, wie die Traufgesimse gestaltet. Das obere Gesims gibt es nur in den beiden äußeren Feldern und liegt etwa in Höhe der Attikaoberkante der Längswände, von der aus auch die Abdeckplatten der Giebelortgänge schräg aufwärtssteigen. Sie treffen sich auf dem Giebelfirst, der ein steinernes Kreuz in Art des Tatzenkreuzes trägt, in der Unterstadt gibt es ein Haus der Templer (Maison des Templiers).

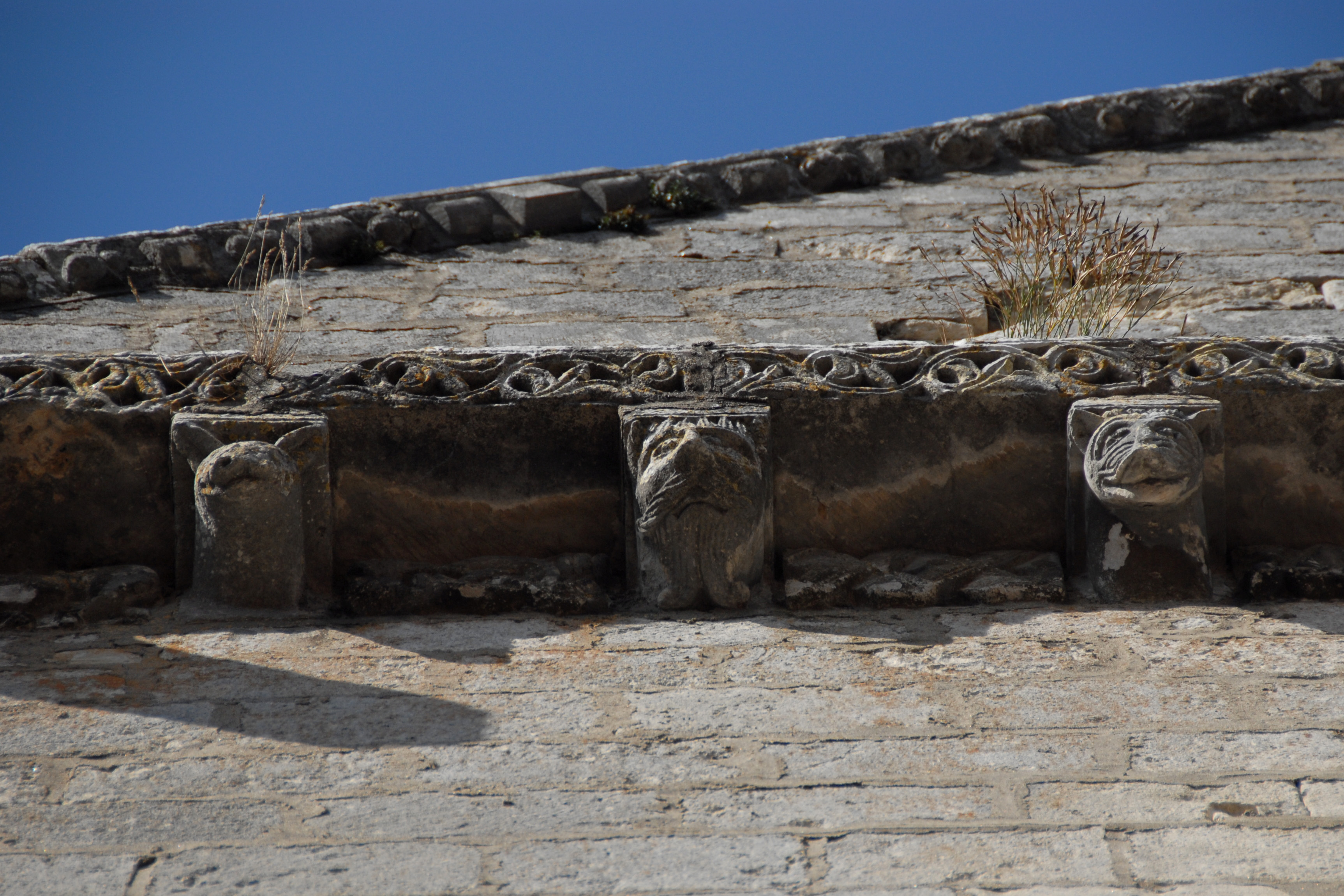
St.-Pierre Chauvigny, Kragsteine mit Gesims, Fassade

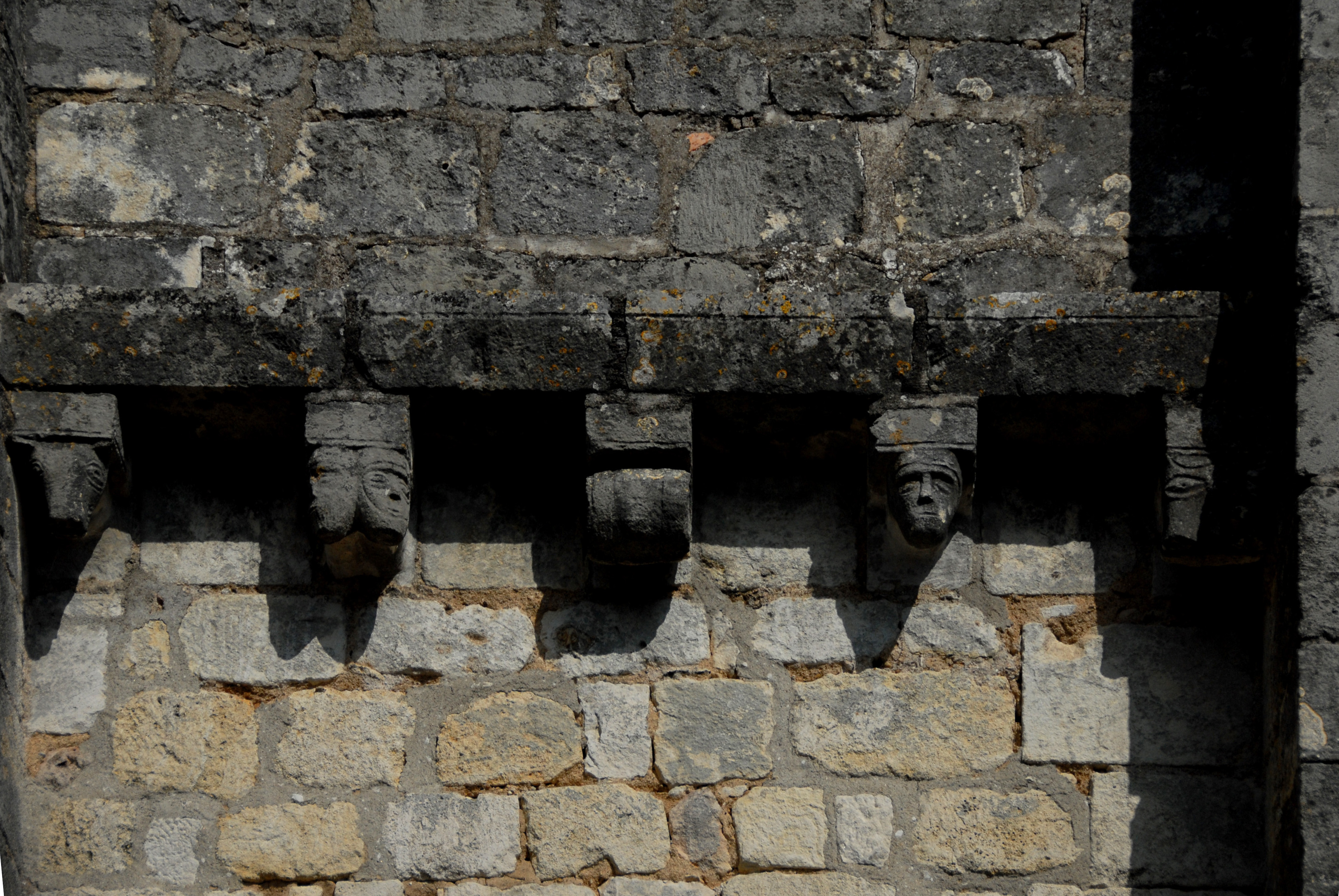
St.-Pierre Chauvigny, Kragsteine mit Gesims, Fassade

Nur in den mittleren Feldern sind Öffnungen ausgespart, im Erdgeschoss das Hauptportal und im Obergeschoss ein großes Rundbogenfenster, das für die abendliche Durchflutung des Kirchenraumes mit dem warmen Licht der untergehenden Sonne Sorge trägt.
Im Erdgeschoss nimmt ein dreistufiges Archivoltenportal die ganze Feldbreite ein, hingegen lässt der Scheitel des äußeren Bogens kaum zwei Mauerschichten Platz bis zu den Kragsteinen des geschossteilenden Gesimses. Die drei angespitzten Archivoltenbögen bestehen aus glatten Keilsteinen, der äußere wird von einem skulptierten, leicht auskragenden Profil überfangen. Die äußeren Gewändesäulen stehen paarweise mit profilierten Basen und hohen glatten Plinthen auf je einem gut einen Meter hohen Sockel, einer Verbreiterung der Wandpfeiler. Der innere Bogen ruht auf rechtwinkligen Wandenden, deren senkrechte Kanten oberhalb der dritten Mauerschicht ausgerundet sind. Die Säulen und Wandenden tragen überwiegend stark verwitterte figürlich skulptierte Kapitelle und sehr hohe Kämpfer, mit pflanzlicher Skulptur.
Im mittleren Feld des Obergeschosses steht ein zweistufiges rundbogiges Fenster unmittelbar auf dem Kraggesims über dem Erdgeschoss. Der Scheitel des äußeren Bogens reicht etwas über die Höhe des oberen Kraggesimses hinaus und wird von einem gering auskragenden Profil überfangen, das an den Bogenenden waagerecht abknickt und gegen die Wandpfeiler stößt. Der innere Bogen ist geringfügig schmaler. Beide Bögen gehen nahtlos (ohne Kämpfer) in die seitlichen Fensterleibungen und deren Rücksprünge über.

### Querhaus und Vierungsturm

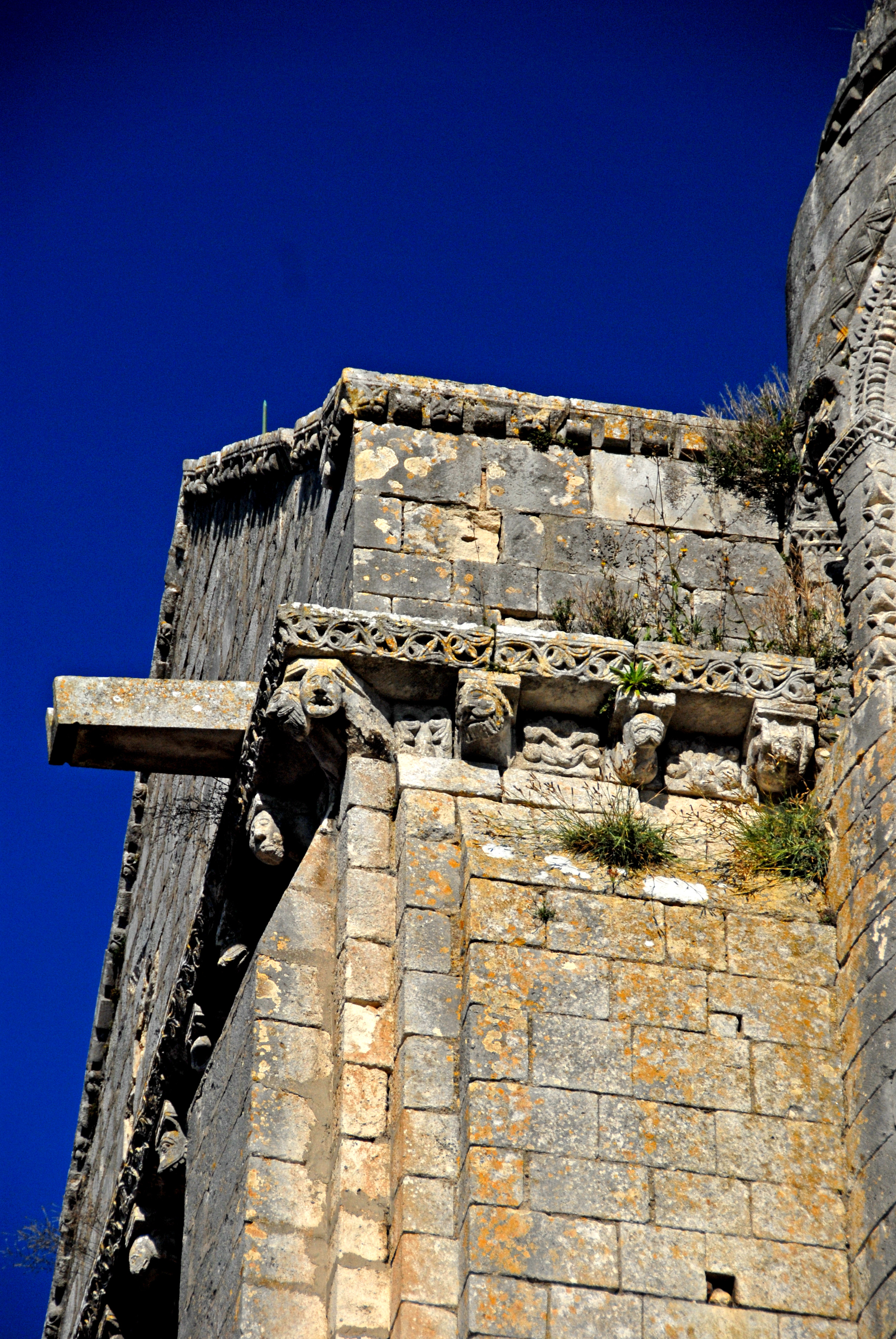
St.-Pierre, Ecke südl. Querhausarm

Die Querhausarme ragen um etwa die Breite der Seitenschiffe über das Langhaus hinaus. Das Traufgesimse auf Kragsteinen verläuft deutlich höher als die Oberkante der Langhausattiken und setzt sich allein über den Giebel des südlichen Querhausarmes fort. Über den relativ kurzen Traufen sind wieder die etwa einen Meter hohen Attiken aufgemauert, die auf der Ecke in die Giebeldreiecke übergehen. Attiken und Ortgänge sind mit geometrischen Ornamenten skulptiert. Die zweifach abgestuften Gebäudeecken der Querhausarme sind auf jeder Seite mit Wandpfeilern bestückt. Einen Wandpfeiler gibt es auch exakt in der Mitte der Querhausgiebel. Auf den westlichen Wänden der Querhausarme, und auf der Ostwand des nördlichen Querhausarms, gibt es je ein Rundbogenfenster in Dimension und Höhenlage wie diejenigen des Langhauses. Ebensolche Fenster öffnen zweifach die Querhausgiebel.

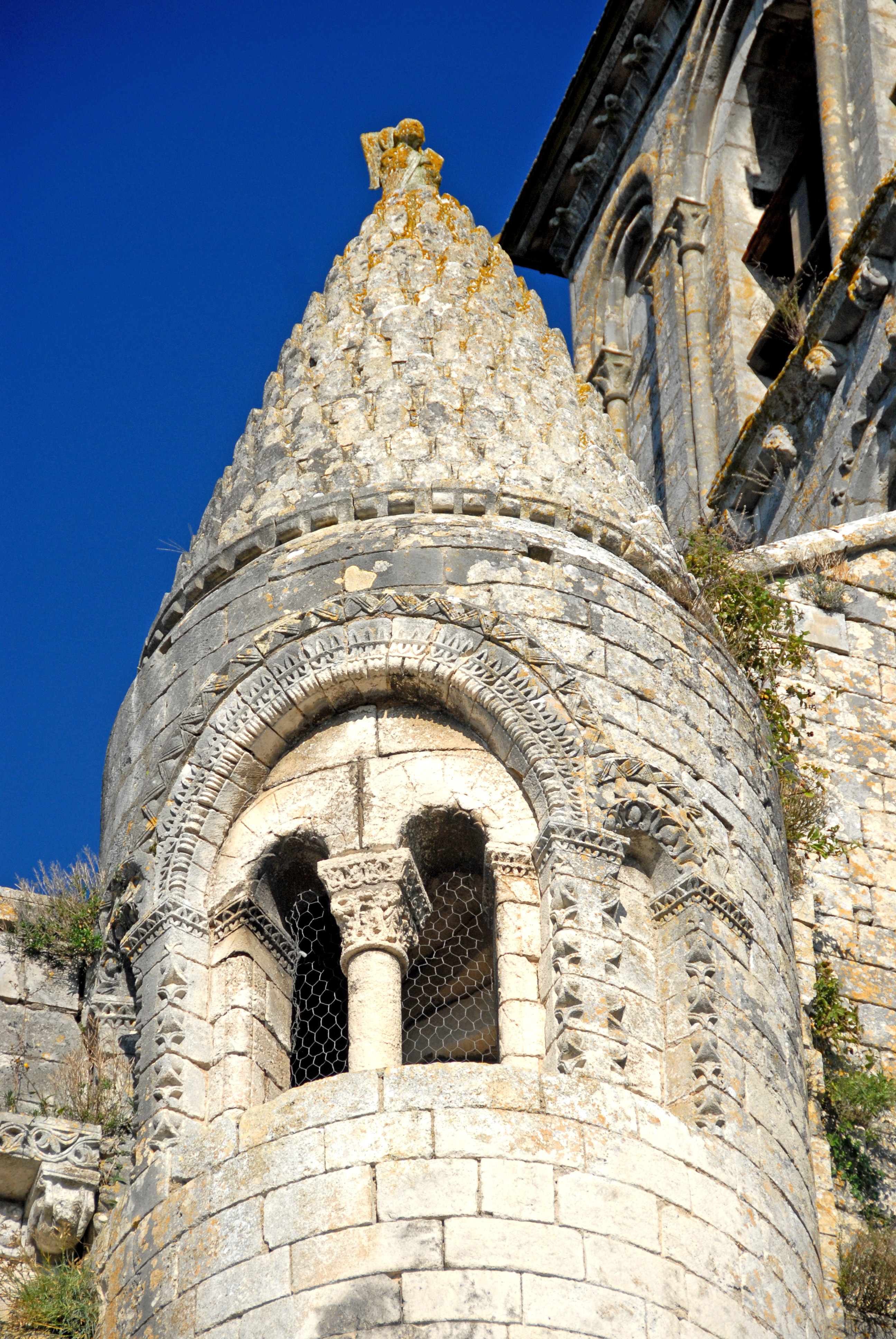
St.-Pierre, Treppentürmchen mit Helm

Der nahezu quadratische Vierungsturm besteht oberhalb der Dachflächen der anschließenden Bauteile aus vier Geschossen, zwei Sockelgeschosse und zwei Obergeschosse. Die Geschosse werden untereinander horizontal durch die bekannten Kragkonsolen auf Kragsteinen geteilt. Die beiden Sockelgeschosse werden auf allen Seiten vertikal durch drei Wandpfeilern in zwei geschlossene Felder geteilt. Die äußeren Pfeiler rücken etwas ein, so dass die Bauteilecken sichtbar bleiben. Auf der südöstlichen Turmecke schließt ein ansteigender Gang an, der den Treppenturm mit der Glockenstube verbindet. Das dritte Geschoss ist wieder vollkommen geschlossen. Es zeigt auf jeder Seite vier rundbogige Blendarkaden, die von jungen Diensten getragen werden. Sie werden auf den Turmecken begrenzt und in der Mitte durch Wandpfeiler getrennt. Ihre doppelten Bögen werden von auskragenden Profilen überfangen und von skulptierten Kapitellen mit Kämpfern von den Diensten getrennt. Das nächste, etwas eingerückte Geschoss, weist wiederum vier Arkaden auf, von denen die beiden äußeren blind und die inneren offen (Schallluken) sind. Es gibt dort nur die äußeren aber schmaleren Wandpfeiler.
Darüber schließt ein weit auskragendes Gesims auf ornamentierten Kragsteinen das oberste Geschoss ab. Darüber krönt ein um etwa 40 Grad geneigtes Pyramidendach den Turm, mit roten Schindeln eingedeckt.
Noch Bestandteil des Querhauses ist eine Spindeltreppe mit kreisrundem Treppenhaus in der Ecke zwischen dem südlichen Querhausarm und der südlichen Umgangskapelle. Sie reicht vom Erdgeschoss bis über die Traufen der Querhausarme und besitzt dort ein großes gekuppeltes Zwillingsfenster und daneben Einzelfenster, alle mit skulptierten Bögen, Pfeilern und Kapitellen. Das spindelförmige Treppenhaus wird bekrönt von einem spitzen Kegel mit „umgedrehten Schuppen“ wie bei einem Pinienzapfen, siehe Abbaye aux Dames Saintes.

## Chorhaupt

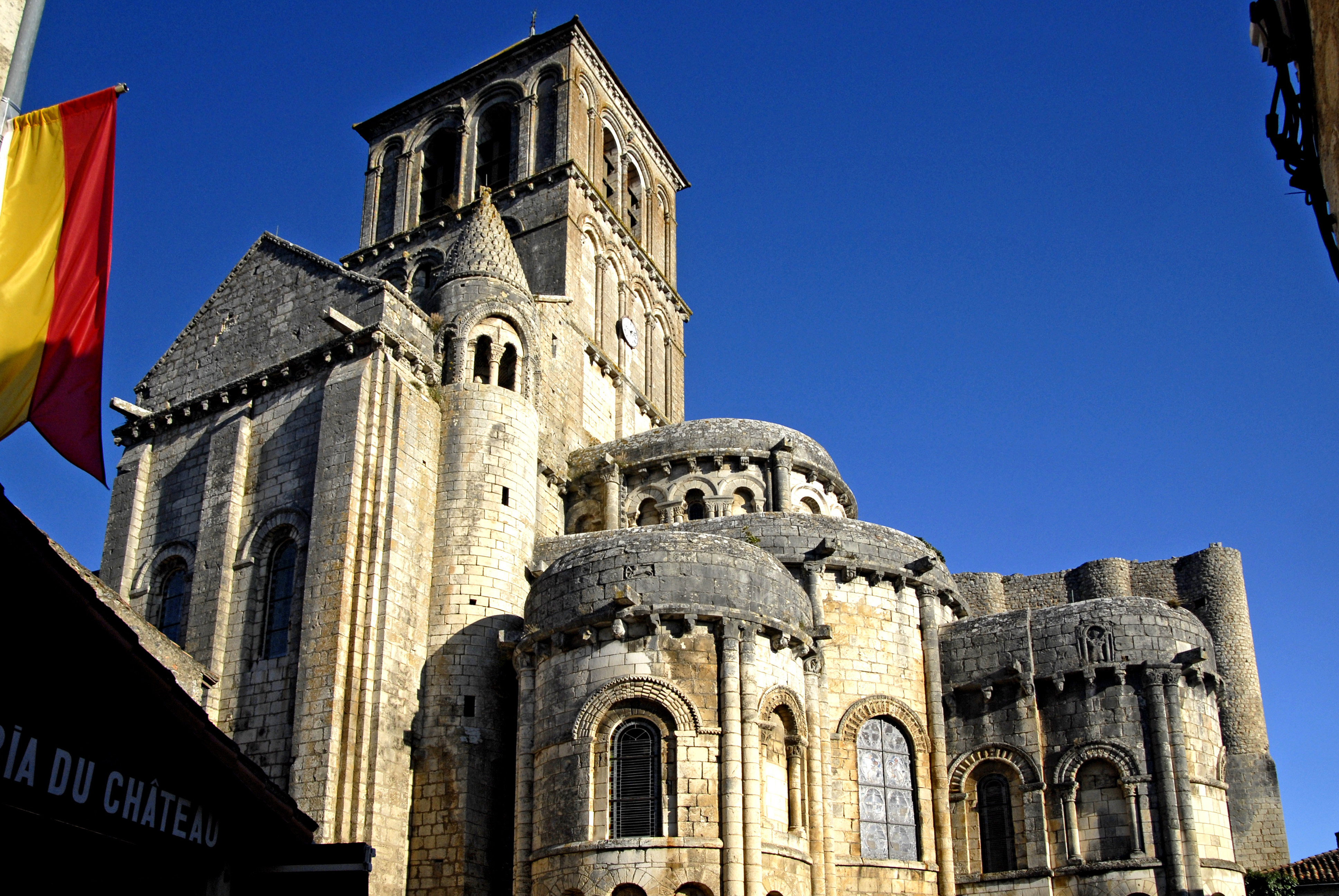
St.-Pierre, Chorhaupt, Querhaus und Vierungsturm

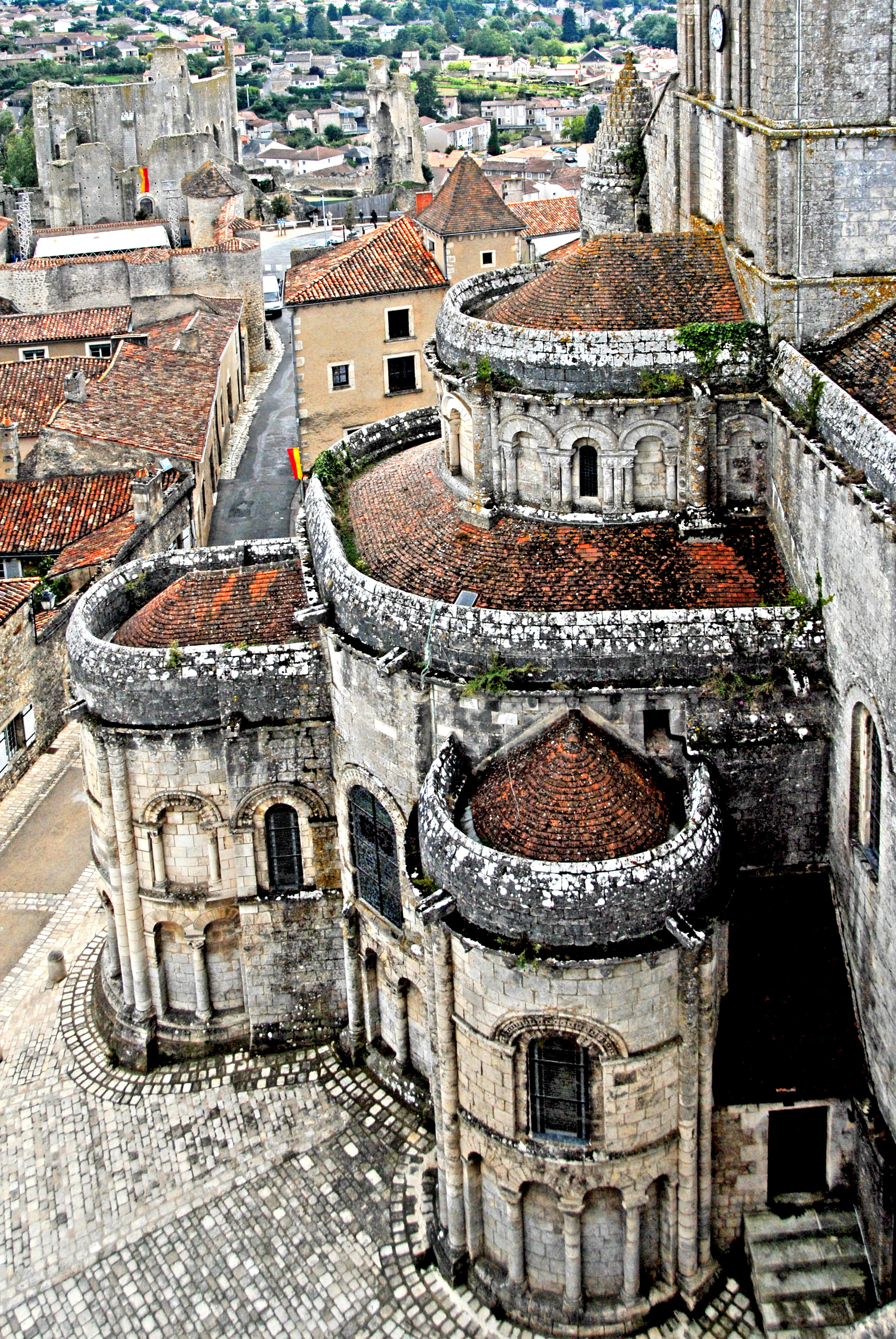
St.-Pierre, Chorhaupt vom Donjondach aus

Die Chorapsis mit einem kurzen Stück Tonnengewölbe besitzt dieselben Trauf-, Attika- und Firsthöhen wie das Querhaus. Die Traufgesimse gehen ineinander über. Die Attiken haben die gleiche Höhe, sind aber im oberen Bereich nach innen abgeschrägt. Der Umriss wird unterteilt mit vier halbrunden Pfeilern, in fünf ungleiche Wandabschnitte. Drei große Felder teilen sich auf in je drei Arkaden, davon die äußeren blind und das mittlere mit einem Rundbogenfenster bestückt.
Die Arkadenbögen stehen jeweils auf halbrunden Diensten, bei den mittleren je auf ein Dreierbündel ergänzt. Die Dachform setzt sich zusammen aus einem halben Kegel- und einem kurzen Stück Satteldach, mit flachen Neigungen.
Der Chorumgang mit seinen drei Kapellen ist noch kein Kapellenkranz, wie er später in der Gotik entwickelt wurde, sondern eine Frühform der Radialkapellen. Dieser mächtige Chorbereich von Chauvigny ist nicht ganz zufällig entstanden. Die Kirche liegt an einem abfallenden Hang und musste aus Gründen der Standsicherheit im abschüssigen Chorbereich besonders massiv ausgebaut werden. Dazu bot sich hier die Anordnung eines Umgangs mit drei Kapellen an.
Die Außenwände des Umgangs folgen parallel dem Umriss der Chorapsis, reichen aber kaum bis unter die Fenster der Chorapsis. Auch hier tauchen wieder das skulptierte Traufgesims mit seinen Kragsteinunterstützungen, und die aufgemauerte und nach innen gekrümmte Attika auf. Der Umgang wird von einem um ihn herumgeführten Pultdach mit flacher Neigung überdeckt. In seinen freien Wandabschnitten zwischen den drei Kapellen sind zwei rundbogige Fenster, ähnlich denen im Langhaus, ausgespart. Ihre Keilsteinbögen weisen geometrische Skulpturen auf und sehen aus, wie in Reihe gefaltet. Ihre Überfangungen aus leicht auskragenden Profilen, knicken an den Bogenenden waagerecht ab, und stoßen bald gegen die dreiviertelrunden Säulen in den Winkeln zwischen Umgangswand und Kapellen, die vom Sockel des Chorhauptes bis zur Umgangstraufe reichen sollten. Ähnlich ist das mit dem leicht auskragenden Fensterbankprofil. Auf dem Sockel steht eine kurze Zwerggalerie aus zwei schlanken Arkaden, deren Keilsteinbögen bis zwei Mauerschichten unter das Umgangsfenster reichen. Die Zwillingsarkaden werden außen getragen von Quadratpfeilern mit Kämpfern, und innen von einer Rundsäule mit skulptiertem Kapitell, mit Kämpfer und Basis. Im Verhältnis zu dem darüber zentriert angeordneten Umgangsfenster sind die Zwillingsarkaden auffallend seitlich verschoben. Auf dem südöstlichen Stück der Umgangswand ist ebenso eine der hohen Säulen unterbrochen und seitlich verschoben. Auf dem nordöstlichen Stück fehlt eine der hohen Säulen. In beiden Fällen ist zu erkennen, dass das Baukonzept des Chorhauptes sich oberhalb der Zwerggalerien geändert hat, ohne die vorherige Ausführung zu korrigieren (siehe Bild des Chorhauptes).

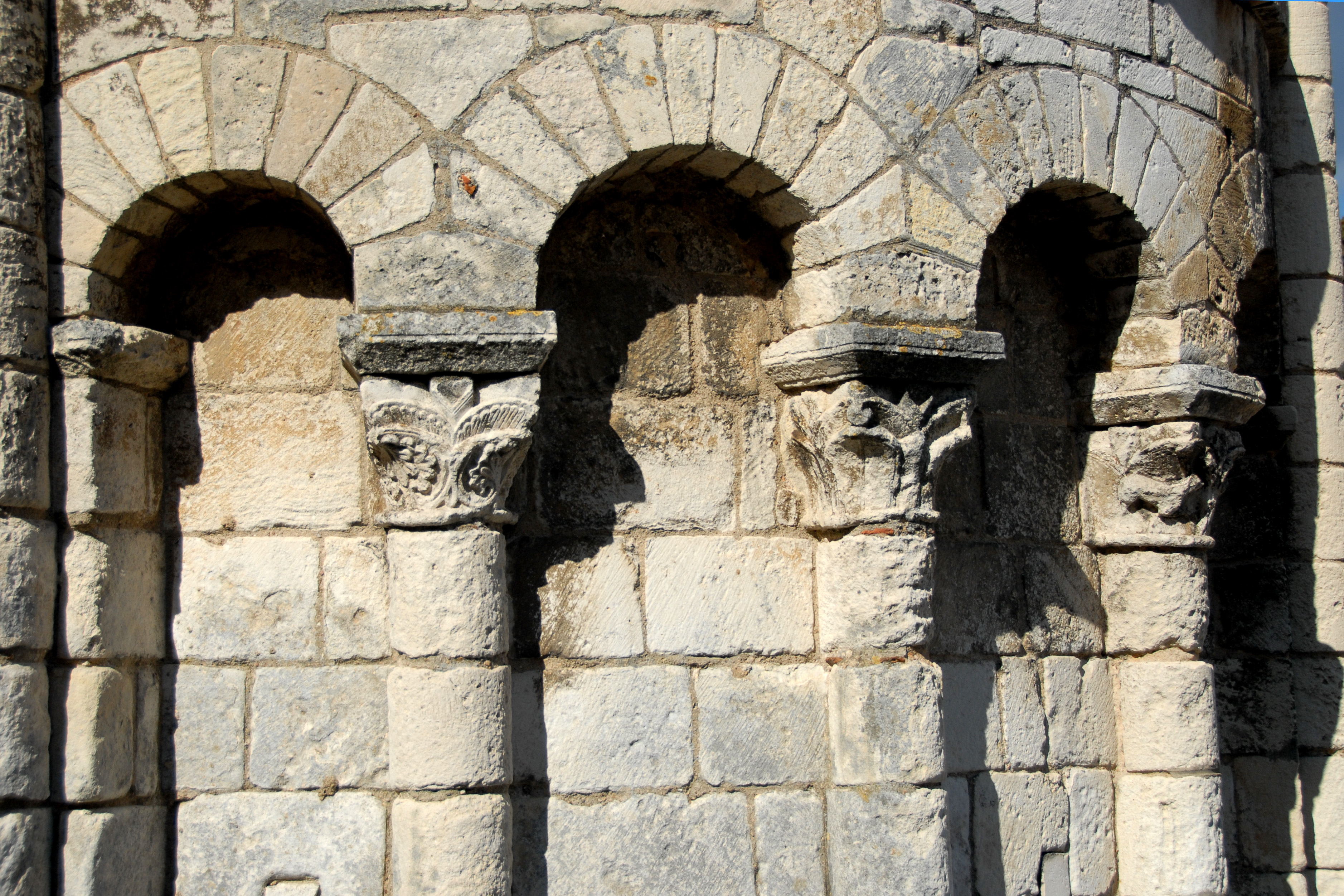
St.-Pierre, Kragsteine Traufgesims, zentrale Kapelle

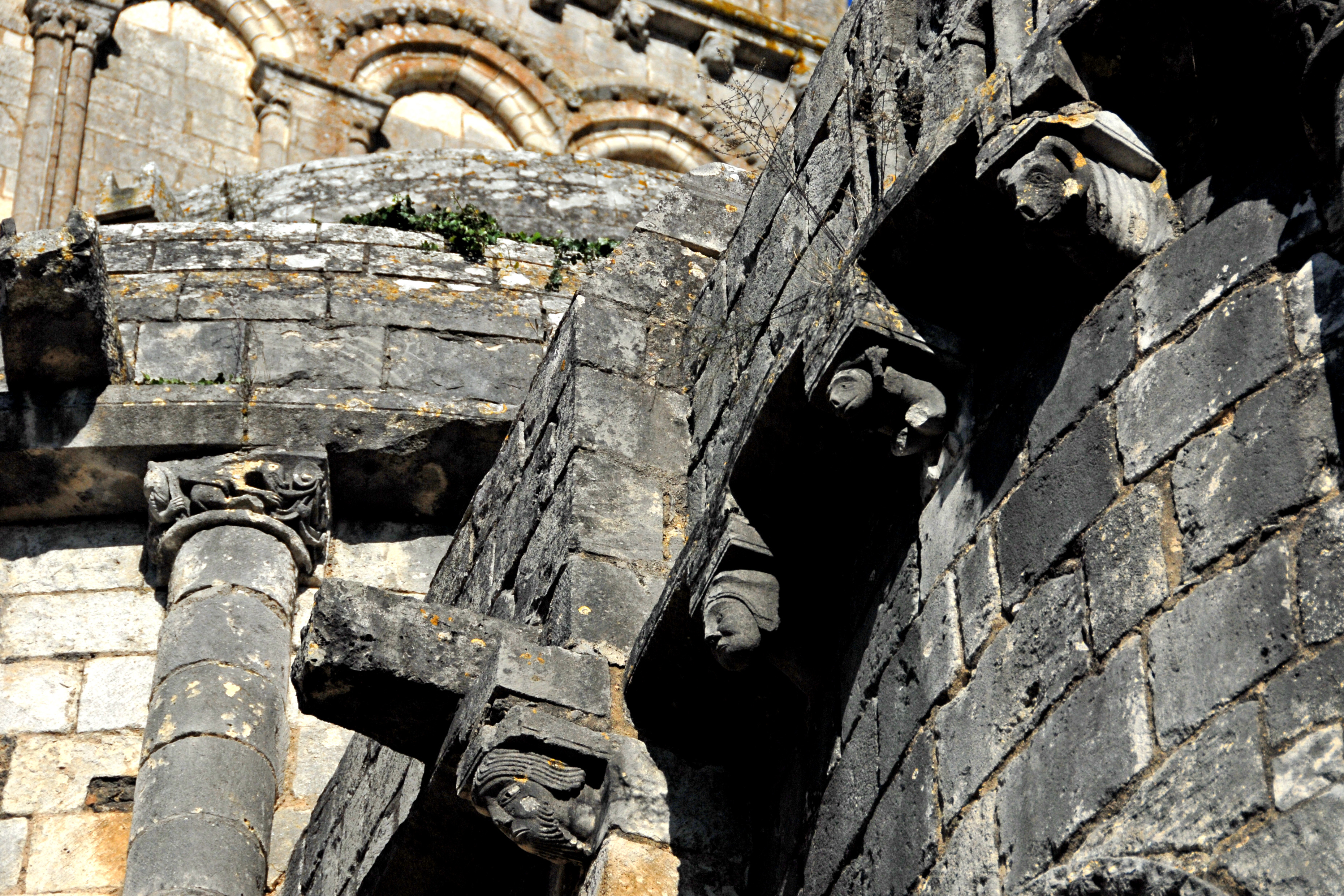
St.-Pierre, Kapitelle Zwerggalerie, südl. Kapelle

Die beiden seitlichen spiegelgleichen Umgangskapellen bleiben mit ihren höheren Attiken knapp unter den Traufgesimsen des Umgangs, bei der zentralen Kapelle deutlich darunter. Das Traufgesims entspricht wieder denjenigen der anderen Bauglieder des Chorhauptes. Auf der Attika der südlichen Kapelle ist ein Mauerstein mit einem Relief versehen, das ein Pferd im Galopp darstellt, welches vorne einen gespannten Bogen bereit zum Schuss hält. Es könnte vielleicht auch ein Kentaur dargestellt sein (?). Die seitlichen Kapellen stehen auf dem halbkreisförmigen Grundriss ihrer Apsiden. Ihre gebogenen Außenwände werden mit dreiviertelrunden Säulenpaaren, vom Sockel bis unter die Traufe, in zwei kleinere und ein größeres Feld in der Mitte geteilt. Die Säulen werden abgeschlossen durch pflanzlich, teils auch figürlich skulptierte Kapitelle und profilierte Basen. Die ungleich breiten Felder werden durch das auskragende Fensterbankprofil horizontal in zwei fast gleich hohe „Geschosse“ unterteilt. Auf dem Bankprofil stehen im Mittelfeld ein rundbogiges schlankes Fenster und in den Seitenfeldern eine Blendarkade. Das Fenster wird von einem glatten Leibungsrücksprung umschlossen, dessen Bogen von einem weiteren, aber ornamental skulptierten Keilsteinbogen überfangen wird, der auf schlichten Kämpferplatten aufsitzt und von einem leicht auskragenden Zackenband außen begleitet wird, das beidseitig in Kämpferhöhe waagerecht gegen die Säulenpaare stößt. Die Blendarkaden füllen die seitlichen Felder in der Breite gänzlich aus. Ihre skulptierten Bögen stehen auf schlanken Rundsäulen mit skulptierten Kapitellen, Kämpfern und profilierten Basen. Hier ist über dem Fensterbankprofil noch ein glatter rechtwinkliger Sockel eingeschoben. Unter der umlaufenden Fensterbank gibt es die gleichen Zwerggalerien, wie bei den Umgangswänden, im Mittelfeld mit vier und in den Seitenfeldern mit zwei Bogennischen. Ihre Bögen liegen auf derselben Höhe, ihre Basen aber auf zwei Schichten höheren Sockeln. Die Dachformen der seitlichen Kapellen sind halbe Kegel mit flacher Neigung.
Die zentrale Umgangskapelle besitzt eine nahezu identisch gestaltete Apsis wie die der anderen. Einziger Unterschied sind die beidseitig eingeschobenen schmalen, nicht gekrümmten Wandstücke, zwischen Apsis und Umgang. Dieses Bauelement ist um einiges breiter als die Breite der Kapellenapsis, und es entstehen am Übergang, vom Sockel bis Oberkante Attika, deutliche Wandrückversätze. Das um die Kapelle herumgeführte Fensterbankprofil liegt geringfügig tiefer als beim Umgang. Das Fenster des Einschubelements ähnelt denen des seitlichen Kapellen, ist jedoch etwas kleiner. Mit seinem Überfangbogen füllt es die gesamte Breite des Bauteils. Unter der Fensterbank gibt es nur glatte ungestaltete Mauerwerksoberfläche.
Die südliche Attika der Kapellenapsis weist eine etwas größere rechteckige, vier Mauerschichten hohe Reliefplastik auf. In einer schmalen Einrahmung steht etwas eingerückt eine Arkade aus einem ornamentierten Bogen auf Rundsäulen mit Kapitellen und seitlich verlängerten Kämpferplatten. Inmitten der Arkade steht eine männliche Person in fußlangem Gewand, hinter ihrem stark verwitterten Kopf eine Nimbus-Scheibe. Die rechte Hand zum Segensgruß erhoben, die linke hält einen riesigen Schlüssel, über die Schulter gelehnt. Das kann nur der Patron der Kirche, der heilige Petrus sein.

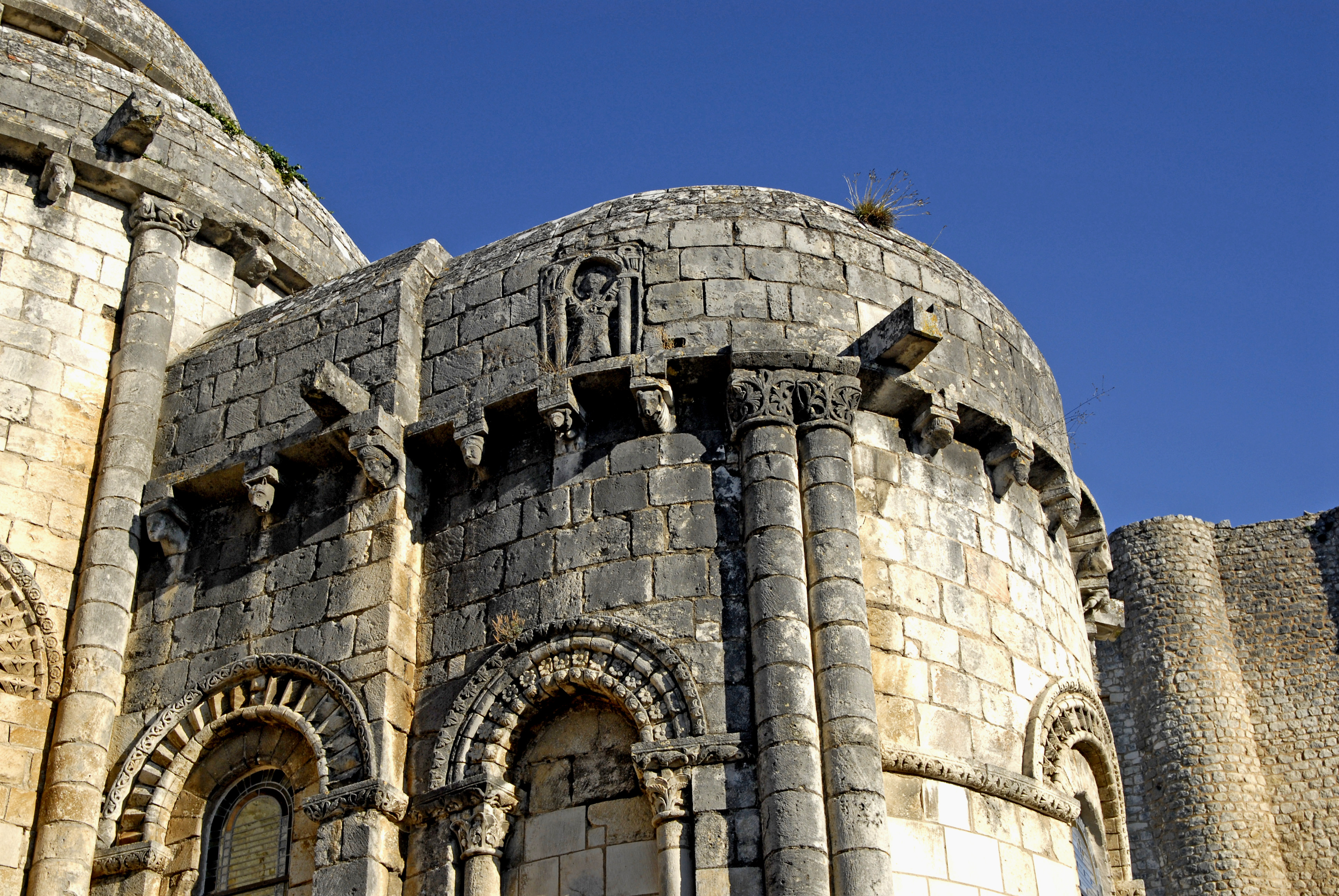
St.-Pierre, zentrale Umgangskapelle

## Ungewöhnliche Traufausbildungen und Attiken

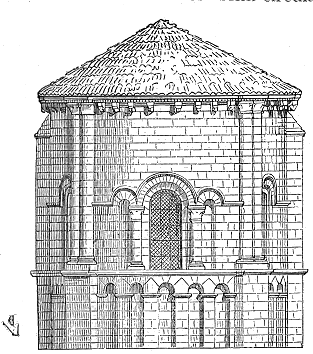
St-Pierre Chavigny, Apsis Chorkapelle, Grafik von Eugène Viollet-le-Duc (1856), wahrscheinlich Rekonstruktion der roman. Traufe

Aus der Zeit der Romanik sind derartige Aufmauerungen von Attiken auf Traufgesimsen mit Kragsteinunterstützungen nicht bekannt. Die übereinander getürmten, im oberen Bereich nach innen abgeschrägten Attiken, hinter denen die roten Ziegeldächer gänzlich verschwinden, sehen überhaupt nicht (mehr) romanisch aus. In den Quellen zur Stiftskirche Saint-Pierre Chauvigny sind keine Aussagen zu diesen Attiken zu finden. Es ist aber sehr wahrscheinlich, dass bei der Erbauung der Kirche auf den klassischen romanischen Traufgesimsen auf hunderten von skulptierten Kragkonsolen die Sparren der zugehörigen Bauglieder aufgelegt worden sind, und von den noch weiter ausladenden Traufziegeln das Regenwasser abtropfen konnte (siehe Grafik: Rekonstruktion der Chorkapelle von Viollet le Duc). Erst in späteren „unruhigen“ Zeiten, möglicherweise im 15./16. Jahrhundert, sind die Traufen hinter die Außenwände zurückverlegt worden, und man hat die teils über einen Meter hohen Wehrattiken auf den Wandkronen nachträglich aufgemauert, beim Lang- und Querhaus senkrecht, und beim Chorhaupt im oberen Bereich nach innen abgeschrägt. Von dieser Aktion zeugen dann auch die auf den Traufgesimsen aufliegenden Wasserspeier, die das Regenwasser aus den innenliegenden begehbaren Dachrinnen nach außen ableiten.
Aus dem 19. Jahrhundert stammt vermutlich der kegelförmige Helm des Treppenturmes mit nach oben weisenden Schuppenrundungen. Von der Restaurierungstätigkeit jener Zeit zeugt auch die innere Ausmalung, die, wenn auch sicher nicht historisch getreu, ein Gefühl für die Farbigkeit mittelalterlicher Kirchenräume vermittelt.

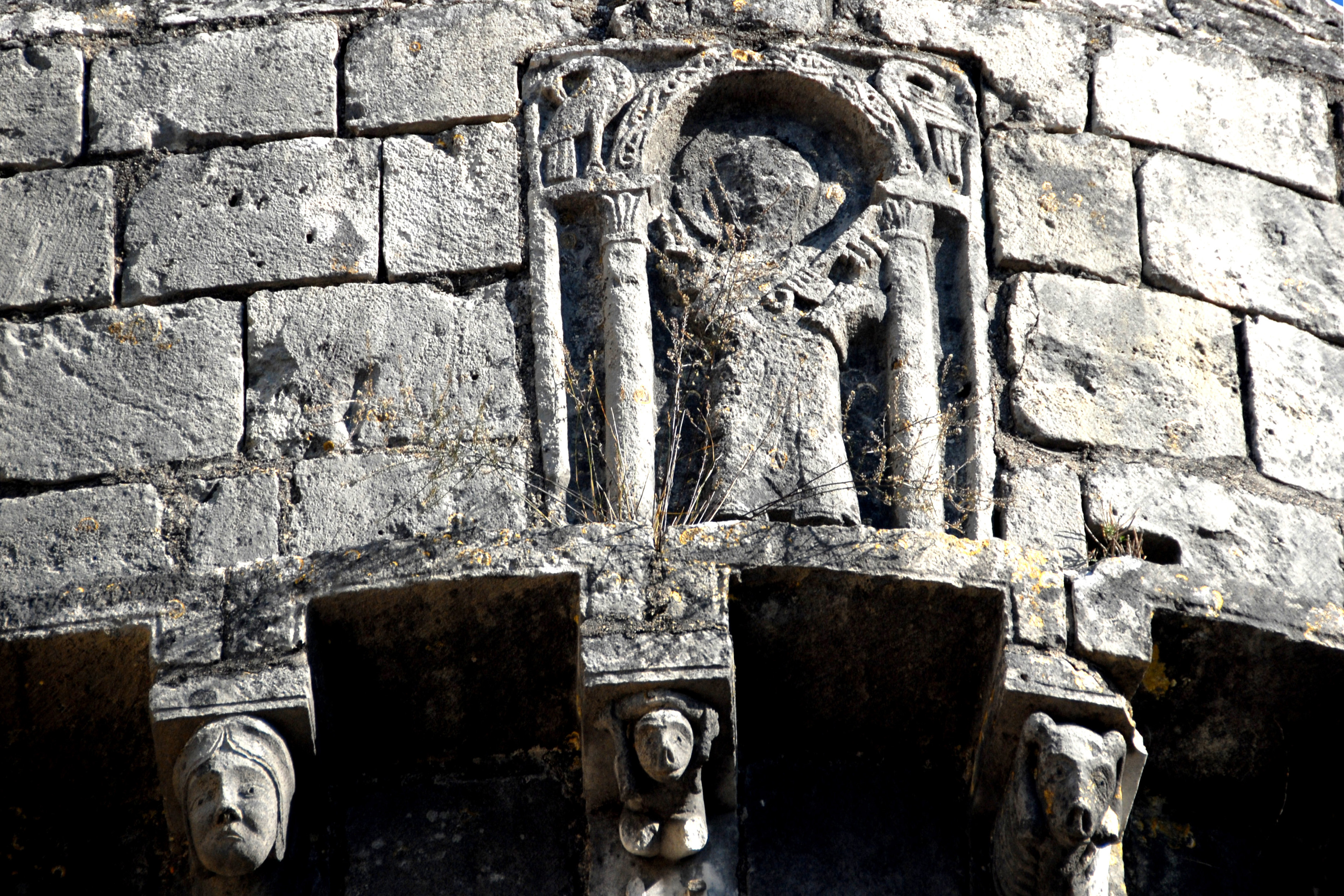
St-Pierre Chauvigny, Relief in Attika der zentralen Kapelle
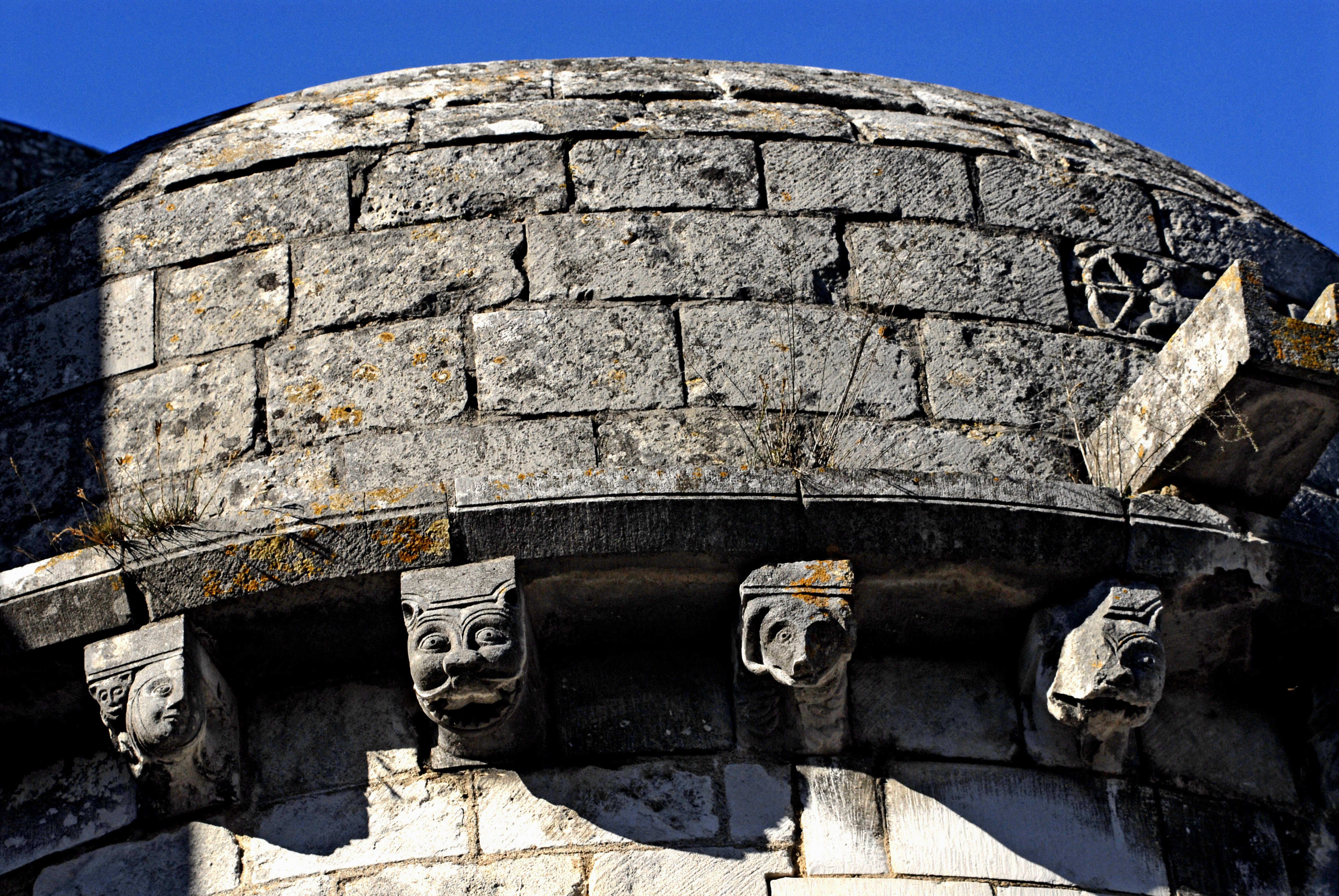
St.-Pierre, Kraggesims Chorkapelle
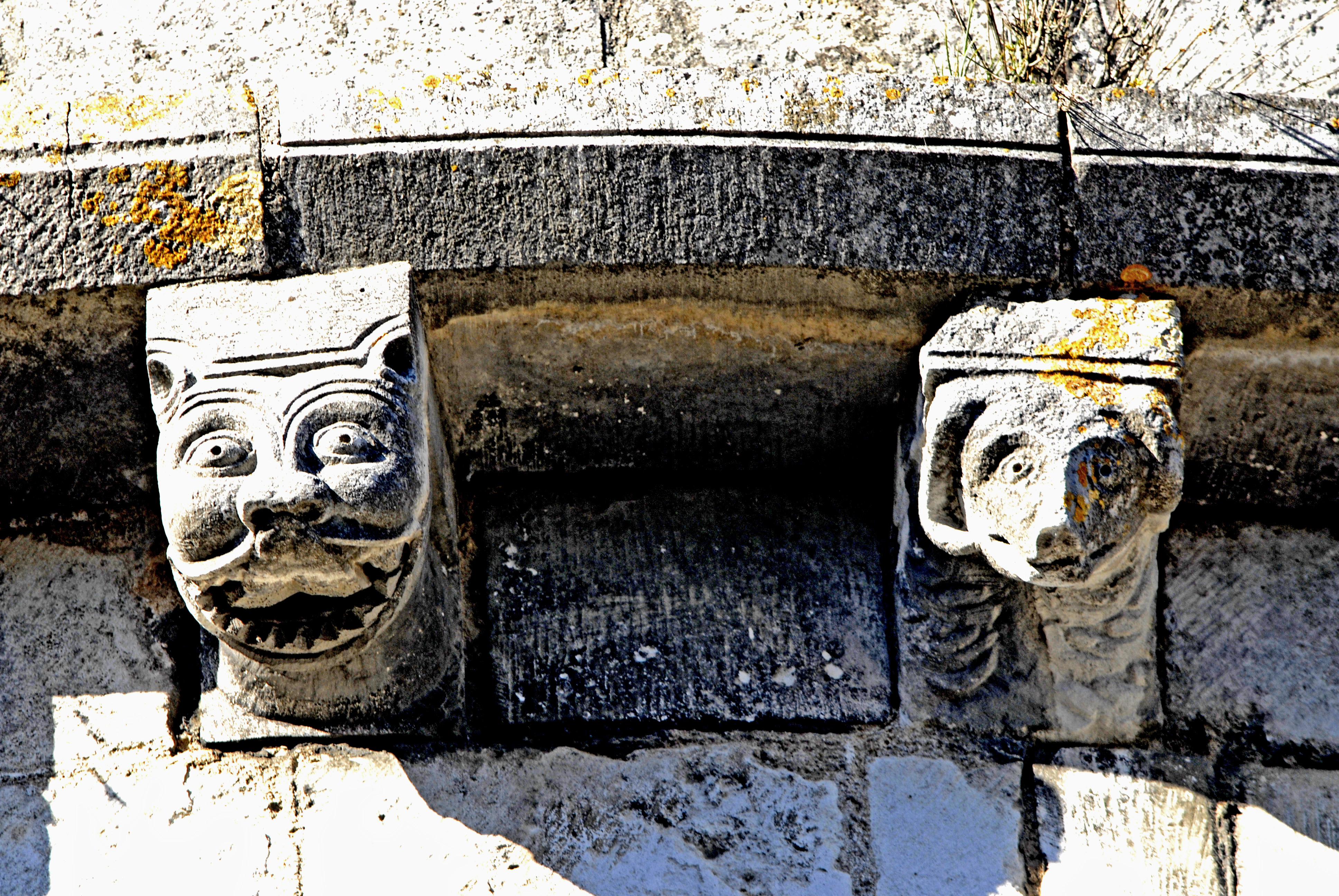
St.-Pierre, Kraggesims zentrale Kapelle

## Innenraum

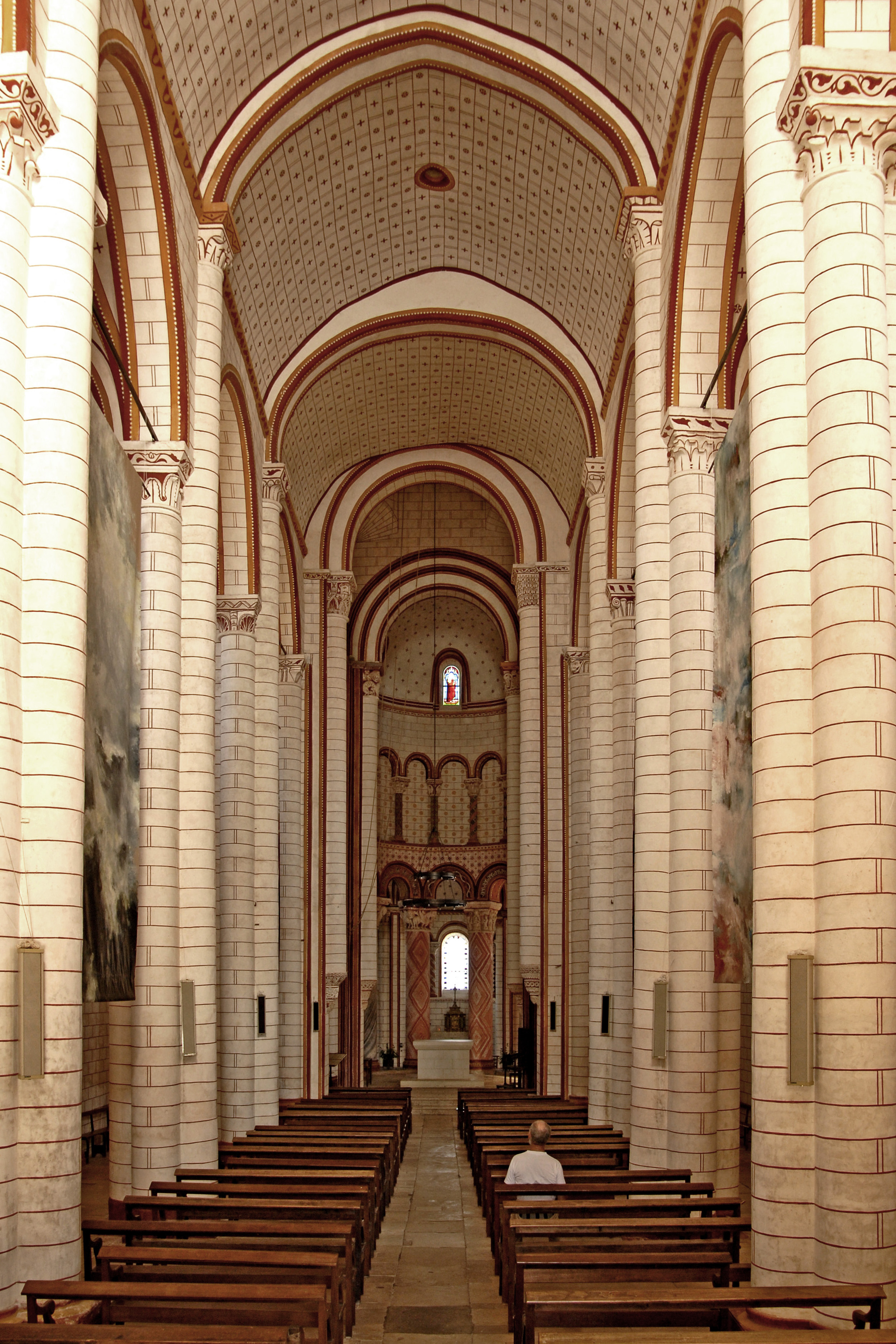
St.-Pierre, Mittelschiff

Der Innenraum von St-Pierre fällt zunächst durch eine lichte, einfache Farbigkeit in den Tönen Rot und Weiß auf, in denen auch die Kapitelle gefasst (bemalt) sind. Es handelt sich bei der Bauform dieser Kirche um eine gestufte dreischiffige Halle, deren Seitenschiffe fast so hoch sind wie das Mittelschiff, und dementsprechend keine Obergaden besitzt. Diese Form ist typisch für die Grafschaft Poitou und gehört zur poitevinischen Bauschule.

### Langhaus

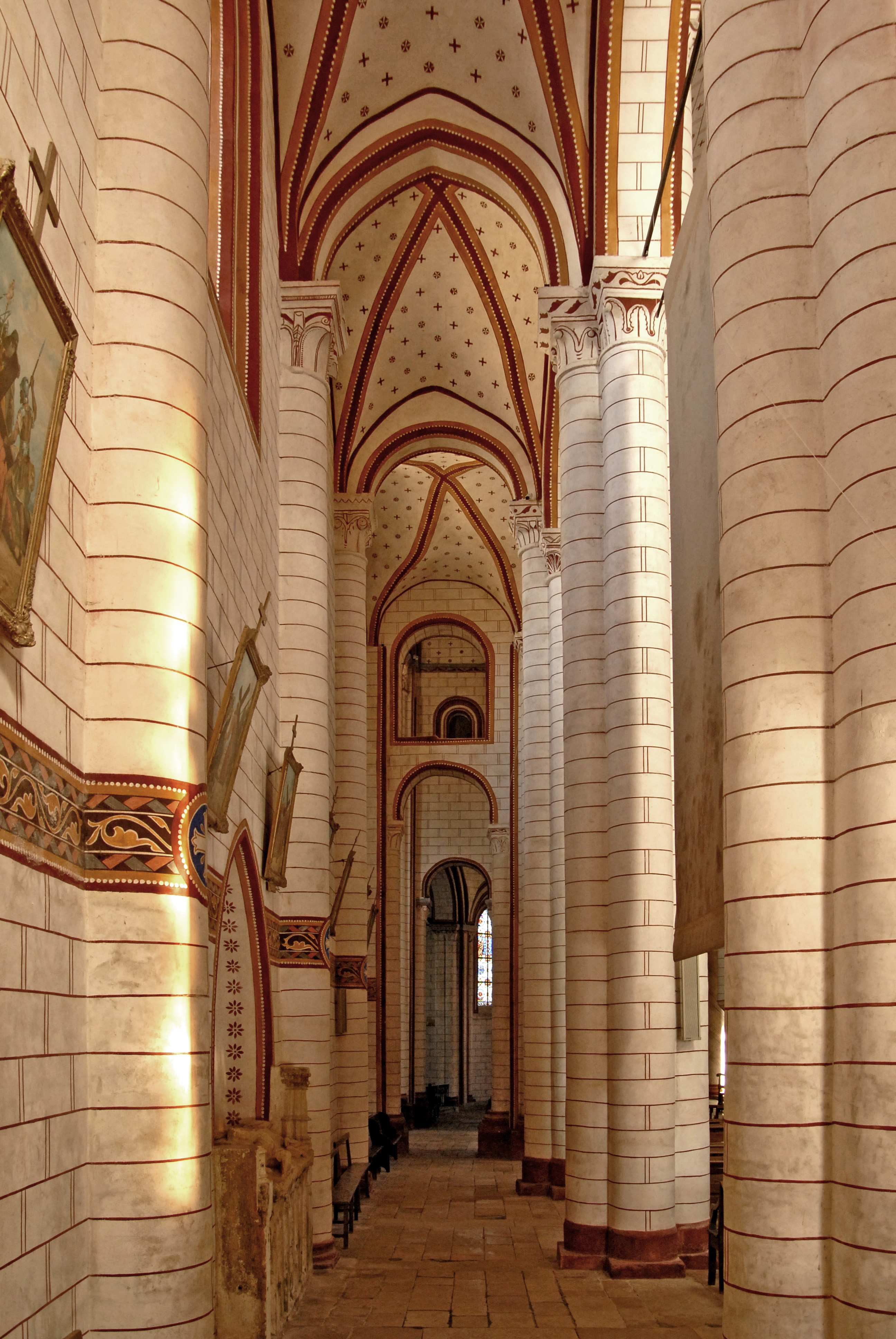
St.-Pierre, nördliches Seitenschiff

Das Langhaus ist fünf gleich breite Joche lang, die Breite des Mittelschiffs bleibt etwas unter der doppelten Breite der Seitenschiffe. Ihre Höhen sind nur geringfügig tiefer als die des Mittelschiffs. Das Tonnengewölbe des Mittelschiffs ist leicht angespitzt. Die es mittragenden Gurtbögen weisen teils andere Bogenformen auf, zum Beispiel runde, und verlaufen nicht immer parallel zu den Krümmungen der Gewölbe, die mehrfach Unterschiede aufweisen. Die Gewölbeansätze werden mit leicht auskragenden Profilen markiert. Die Gurtbögen stehen auf „alten“ halbrunden Diensten mit Kapitellen pflanzlicher Skulptur. Die Scheitel der runden Scheidbögen zwischen den Schiffen berühren fast die Gewölbeansätze, so dass von den Scheidewänden nur noch kleine Zwickel übrigbleiben. Die Scheidbögen stehen auf „alten“ halbrunden Diensten, deren pflanzlich skulptierten Kapitelle deutlich tiefer angeordnet sind, wie an den Diensten des Mittelschiffs. Die Seitenschiffe werden von Kreuzgratgewölben überdeckt, deren Gurtbögen rund, aber auch angespitzt sind. Diese stehen zusammen mit den Gewölbegraten wieder auf „alten“ halbrunden Diensten, auch an den Wänden, mit Kapitellen pflanzlicher Skulptur, in Höhe der Scheidbogenkapitelle. Damit werden die Pfeilerkerne allseitig von Diensten verdeckt. Mittig in jedem Joch befindet sich in der oberen Hälfte der Außenwände je ein rundbogiges Fenster mit abgestuften Gewändeecken. Das mittig über dem Portal angeordnete große Rundbogenfenster belichtet großzügig das ganze Langhaus, vor allem bei Abendsonne.

### Querhaus und Vierung

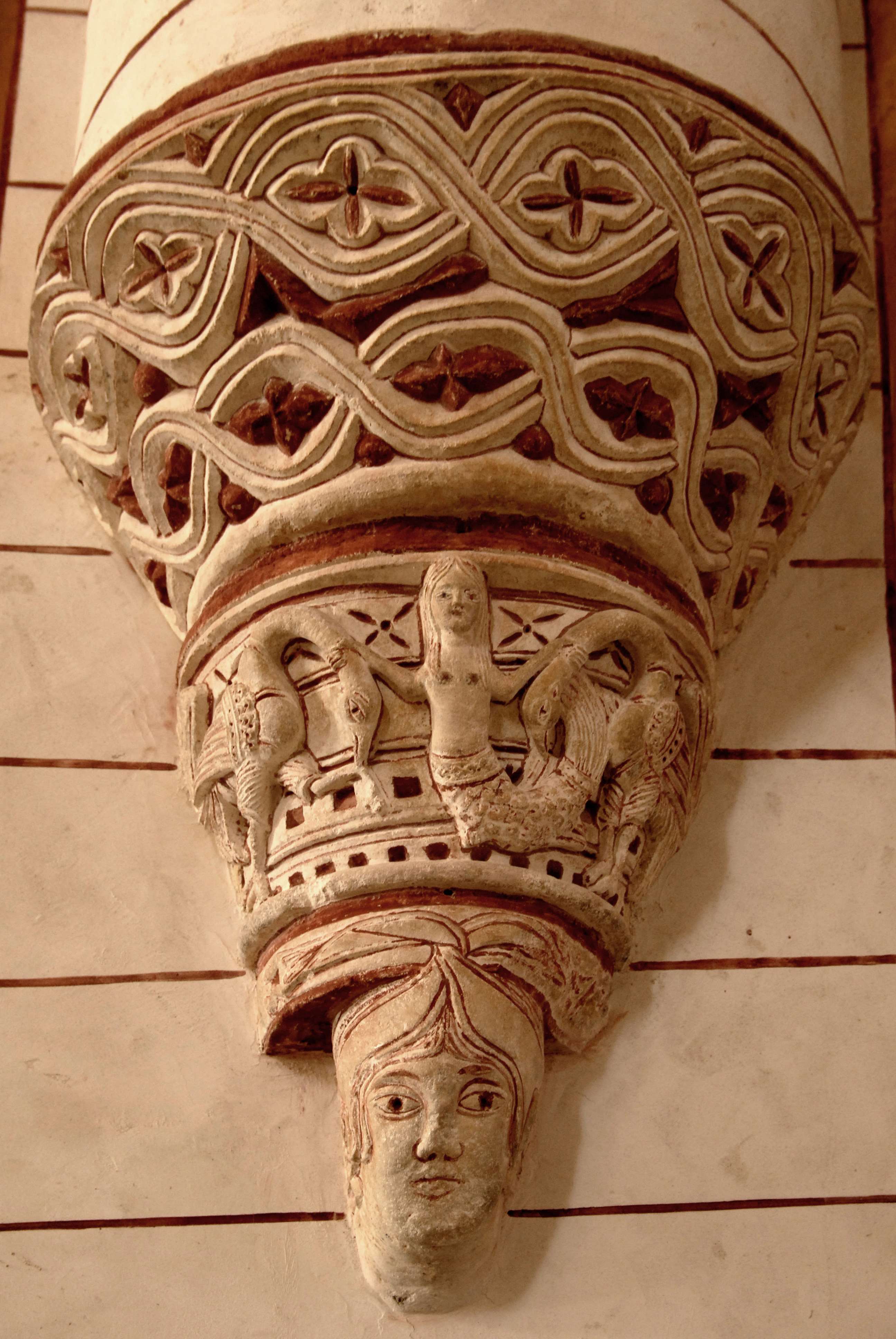
St.-Pierre, „Kopfarbeit“ und Sirene

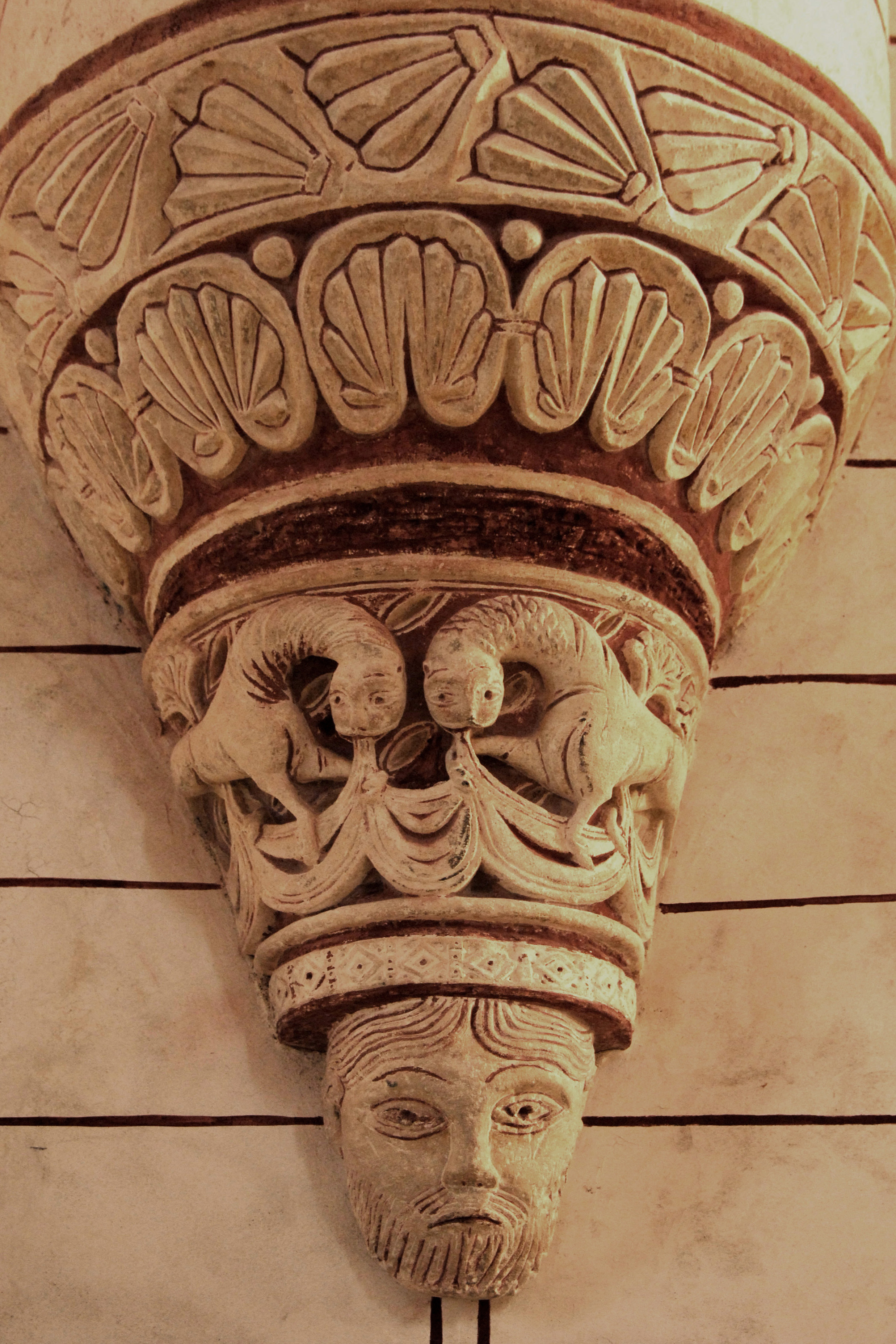
St.-Pierre Chauvigny, „Kopfarbeit mit Monstren“

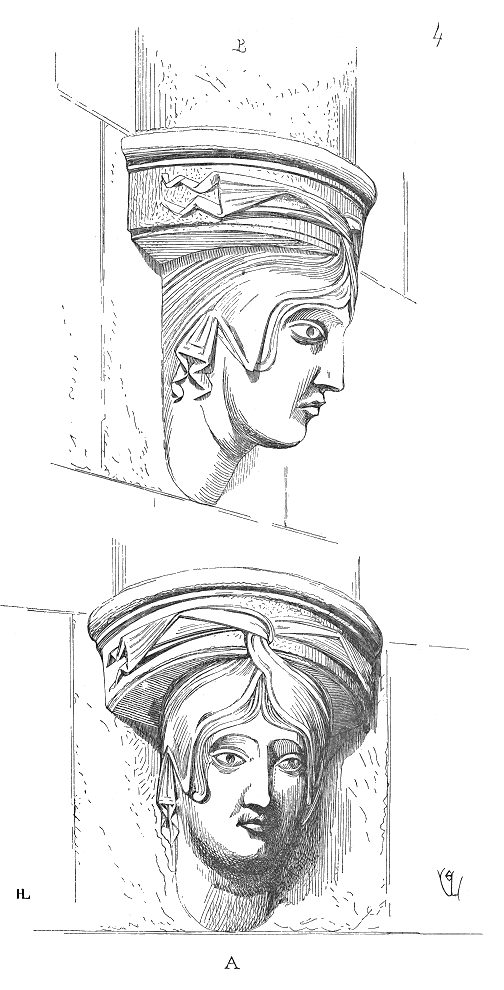

Die vier Vierungspfeilerbündel sind deutlich kräftiger als die des Langhauses. Ihre Kerne sind kreuzförmig und teilweise noch sichtbar. Die zum Schiff weisenden Dienste reichen nicht bis zum Boden, sondern stehen in etwa 2,5 Meter Höhe auf halbrunden skulptierten Konsolen, die nach unten spitz zulaufen und dort auf einem kleinen bärtigen Kopfporträt abschließen. Auf der einen Seite sieht man eine Sirene, die zwei Schwänen an die Kehle geht; auf der anderen würgen zwei Vierbeiner (Pferde?) mit überlangen Hälsen und Löwenköpfen große Blattranken aus. Die Dienste der Pfeilerbündel werden bekrönt von Kapitellen mit pflanzlicher und figürlicher Skulptur. Auf deren Kämpfer stehen halbkreisförmige Vierungsbögen mit einfach abgestuften rechtwinkligen Kanten. Die leicht rechteckige Vierung wird überwölbt von einer achteckigen Trompenkuppel, deren unterer Rand, ein ungleichseitiges Achteck, auf kleineren Trompen in den Vierungsecken und den Vierungsbögen aufliegt. In deren Mitte gibt es ein kreisrundes Loch zum Vertikaltransport der Glocken.

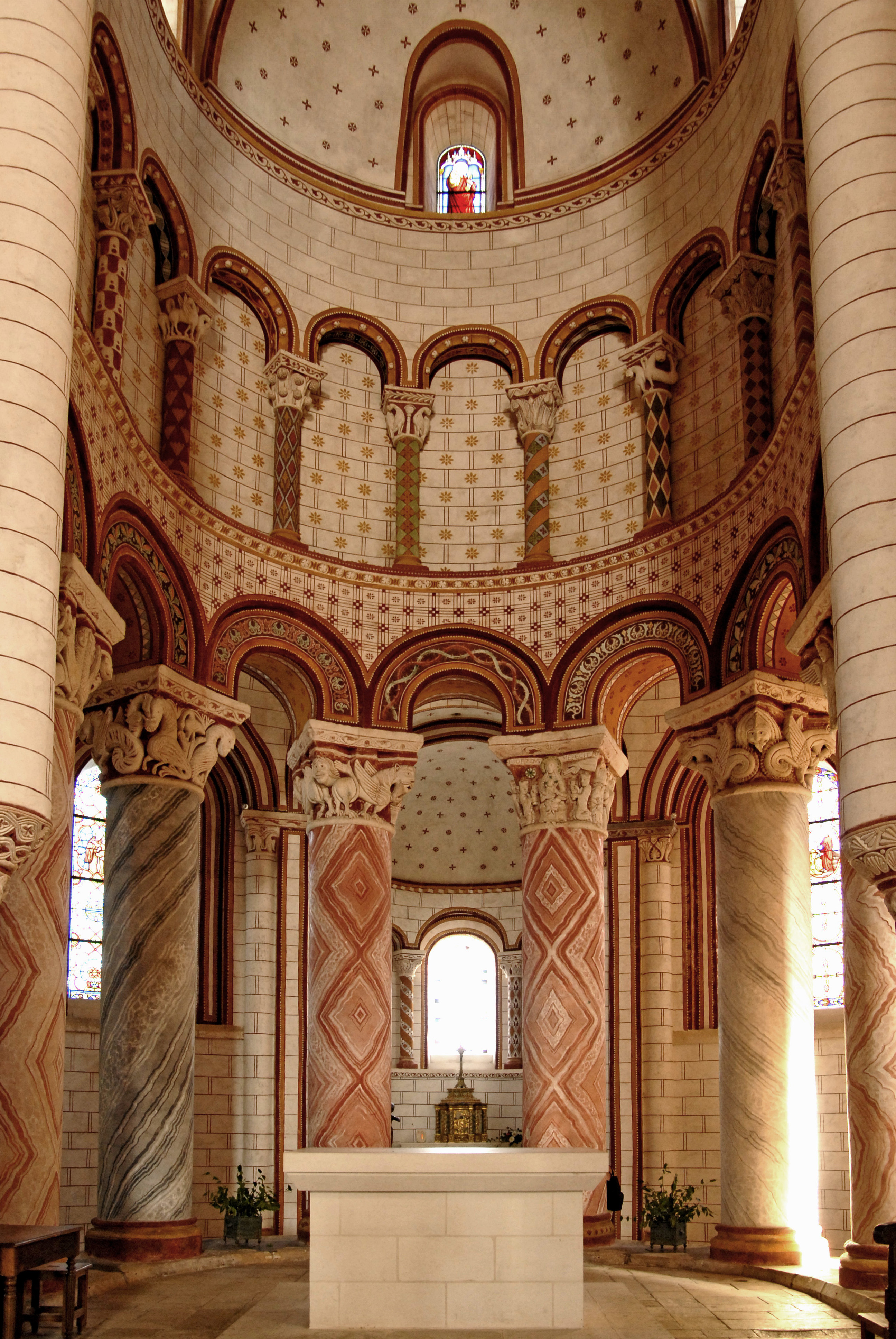
St.-Pierre, Umgangschor

Die Querhausarme sind tonnenüberwölbt und werden jeweils durch einen Schwibbogen fast hälftig geteilt. Die rundbogigen Durchlässe von den Seitenschiffen in das Querhaus sind deutlich schmaler und etwa 2/3 so hoch wie die Schiffe. Darüber gibt es noch je eine wesentlich kleinere Rundbogenöffnung. Die Durchlässe vom Querhaus zum Chorumgang sind noch etwas kleiner als die vorherigen. Das gilt auch für die Öffnung darüber. Der nördliche Querhausarm wird von sechs Fenstern belichtet, in Art, Größe und Höhenlage wie die Langhausfenster, je eins in der West- und Ostwand und zwei in der Nordwand. Ähnliches gilt auch für die Fenster des südlichen Querhausarms, nur heißt es Südwand statt Nordwand, und in der Ostwand gibt es kein Fenster, wegen des dort befindlichen Treppenturms. In der Ostwand des nördlichen Querhausarms gibt es einen Nebenzugang zu Kirche, mit einer vorgeschalteten Schleuse.

### Chor, Chorumgang und Umgangskapellen
Der Chorgrundriss ist eine halbkreisförmige Apsis mit einem kurzen Joch in Breite der ersten Arkade. Er reicht über zwei Arkadengeschosse und wird überwölbt von einer Kalotte (über der Apsis) und einem kurzen Stück Tonne. Die sieben Arkaden werden getragen von sechs kräftigen Säulen und zwei „alten“ Diensten, an den Vierungspfeilern, die mit ihren profilierten Basen auf einem Sockelstreifen stehen, der den Grundriss markiert. Halbkreisförmige glattwandige rechtwinklige Bögen übertragen die Lasten der etwas dickeren Wände auf die Säulen und Dienste. Die meisterlichen Skulpturen der Kapitelle (sechs ganze und zwei halbe) und deren Kämpfer werden im späteren Abschnitt behandelt. Ein kleines Stück über den Scheiteln der Bogen-Keilsteine schießt das Erdgeschoss mit einem starken Rückversatz der Wand ab.
Das Obergeschoss wird geprägt durch eine Zwerggalerie deren zehn schlanke Rundstützen mit ihren Basen und Plinthen auf dem vorgenannten Rückversatz stehen. Die sie krönenden Kapitelle und Kämpfer sind zwar kleiner aber kaum weniger meisterlich gestaltet als ihre „Kollegen“ darunter. Sie werden vermutlich und leider durch die besondere Bedeutung und Berühmtheit der großen Arkadenkapitelle kaum beachtet. Die gänzlich geschlossenen Arkadennischen bestehen aus glatter Mauerwerksoberfläche. Über den leicht gestelzten runden Blendarkadenbögen, mit einfach abgestuften Kanten geht ebenso glattes Mauerwerk aufwärts bis zum schmalen Kragprofil, das den Ansatz der Wölbungen markiert.
In der Kalotte der Chorapsis werden noch drei kleine Rundbogenfenster untergebracht, die von kaum größeren Stichkappen überdeckt werden.
Der Chorumgang ist nur wenig höher als die Scheitel der Galeriebögen. Die Durchlässe zu den drei Umgangskapellen sind ebenso hoch wie die vorgenannten Bögen. Die Umgangsfenster mit profilierten Gewänden werden überfangen von kantigen Bögen die auf halbrunden „jüngeren“ Diensten mit Kapitellen, Kämpfern und Basen stehen. Die beiden seitlichen Kapellenapsiden, sind von Kalotten überwölbt, und mit einem kleinen mittigen Rundbogenfenster bestückt. Bei der zentralen Kapelle ist die Kalotte der Apsis um ein kurzes Stück Tonne verlängert, und sie hat zwei zusätzliche Fenster an den Seiten. Die Kapellenfenster sind von glattkantigen Bögen überfangen, die auf kleinen Säulchen mit Kapitellen, Kämpfern und Basen stehen. Die Wandflächen zwischen oder neben den Fenstern werde durch entsprechende Blendarkaden dekoriert.

## Kapitelle
Lage der nummerierten Kapitelle siehe Grundrissskizze.

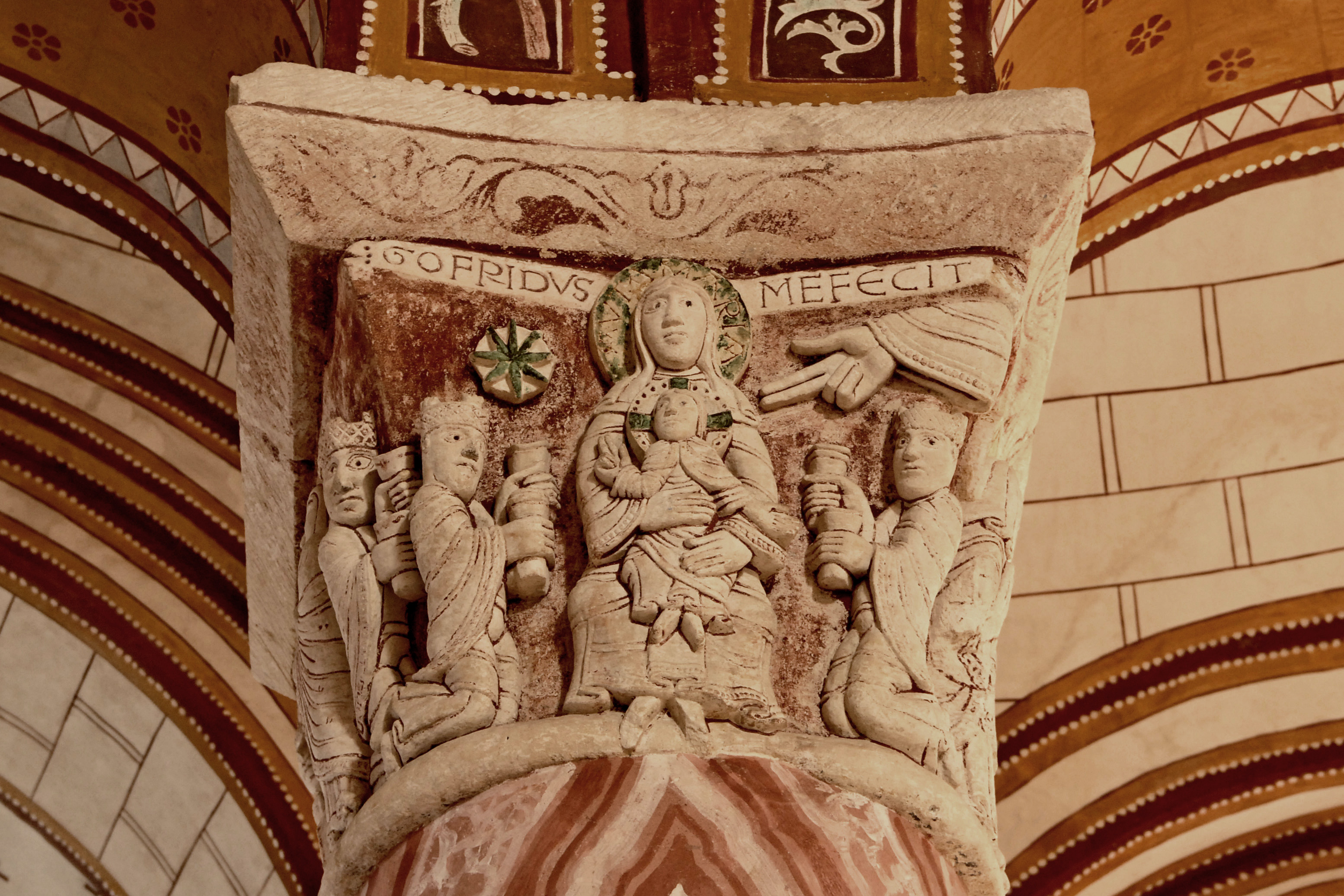
Kapitell IV, Anbetung der hl. drei Könige, Künstlersignatur: GOFRIDUS ME FECIT

Berühmt ist Chauvigny in der Kunstgeschichte wegen der Kapitelle im Chor seiner romanischen Kirche St-Pierre, die im ausgehenden 11. Jahrhundert begonnen und im ersten Viertel des 12. Jahrhunderts vollendet wurde. Die großflächig in Rot und Weiß gestrichenen Kapitelle stammen aus der Zeit um 1100. Der gesamte Innenraum wurde 1856 neu ausgemalt und dabei auch die Kapitelle, die vorher angeblich in Grau, Weiß und Schwarz gehalten waren (Minne-Sève, S. 64).
Die Säulen des Chorumgangs tragen relativ niedrig angebrachte Kapitelle. Sie haben alle eine sehr eingängige, teilweise schlichte Erzählweise. Ihre Ikonographie ist nicht streng einheitlich, wenn auch die meisten Darstellungen Szenen aus dem Leben Jesu zeigen. Typisch ist eher die Ausbreitung von Szenen aus diversen Zusammenhängen, in denen die ganz allgemeine Gegenüberstellung von Gut und Böse im Vordergrund steht. Etliche Kapitelle tragen Inschriften, die Auskunft über den Bildinhalt geben.
Die Themen auf diesen Kapitellen sind eines der interessantesten und vielschichtigsten Elemente der mittelalterlichen Kunst. Raymond Oursel schreibt dazu: „Diese Welt tierischer Ungeheuer, in deren Betrachtung sich die romanische Seele erging, war ihrerseits weit mehr als ein Reservoir von Formen und dekorativen Themen: sie war die Kodifizierung einer schrecklichen, heimgesuchten Welt und ihrer dämonischen Urgründe. In einem infernalischen Reigen finden sich alle nur denkbaren Ungeheuer – aus Alpträumen emporgestiegene Monstren, Greife, östlicher Phantasie entsprungene Fabelwesen, Paviane, großohrige Zwerge: eine merkwürdige Welt des Entsetzens und zügelloser Phantasie. Ängstlich trat der Mensch diesen entfesselten Mächten gegenüber, die ihn umgaben und erschreckten; im Haus Gottes hallte der Lärm des unheimlichen Kampfes zwischen den Mächten des Lichtes und den Mächten der Finsternis wider […]“
„Der Mensch erscheint auf diesen Plastiken […] mit der Waffe in der Hand einem Gegner gegenüber im erbarmungslosen Kampf Mann gegen Mann. Denn die Erinnerung an die Barbareneinfälle ist noch sehr lebendig; die Grenzen des christlichen Abendlandes sind stets bedroht, und Wolfsrudel und andere Raubtiere durchstreifen das von Hungersnöten und Seuchen heimgesuchte Europa […] Luzifer als das höchste Böse wurde infolge der panischen Angst, die man ihm gegenüber hegte, nur selten dargestellt, aber um so zahlreicher sind die Abbildungen seiner verdammten Kinder.“
Und eines dieser verdammten Kinder sieht man auf einem Kapitell im Vorchorbereich mit einer anmutigen Nixe und zwei Schwänen: Die Nixe in dieser für die damalige Zeit provokanten Nacktheit dürfte ein Symbol der Sünde sein. Die Schwäne, denen sie die Hälse zuzudrücken versucht, gelten als Zeichen der Geduld oder der christlichen Entsagung, also dem positiven Gegenteil der nixenhaften Sinnlichkeit. Der Schwan gilt auch als Symbol der Reinheit (s. Richard Wagners „Lohengrin“) und war in dieser Hinsicht auch Emblem einer französischen Königin. (LCI IV, S. 134) Von daher lässt sich dieser Szene eine ziemlich eindeutige Thematik zuschreiben.

### Kapitell I

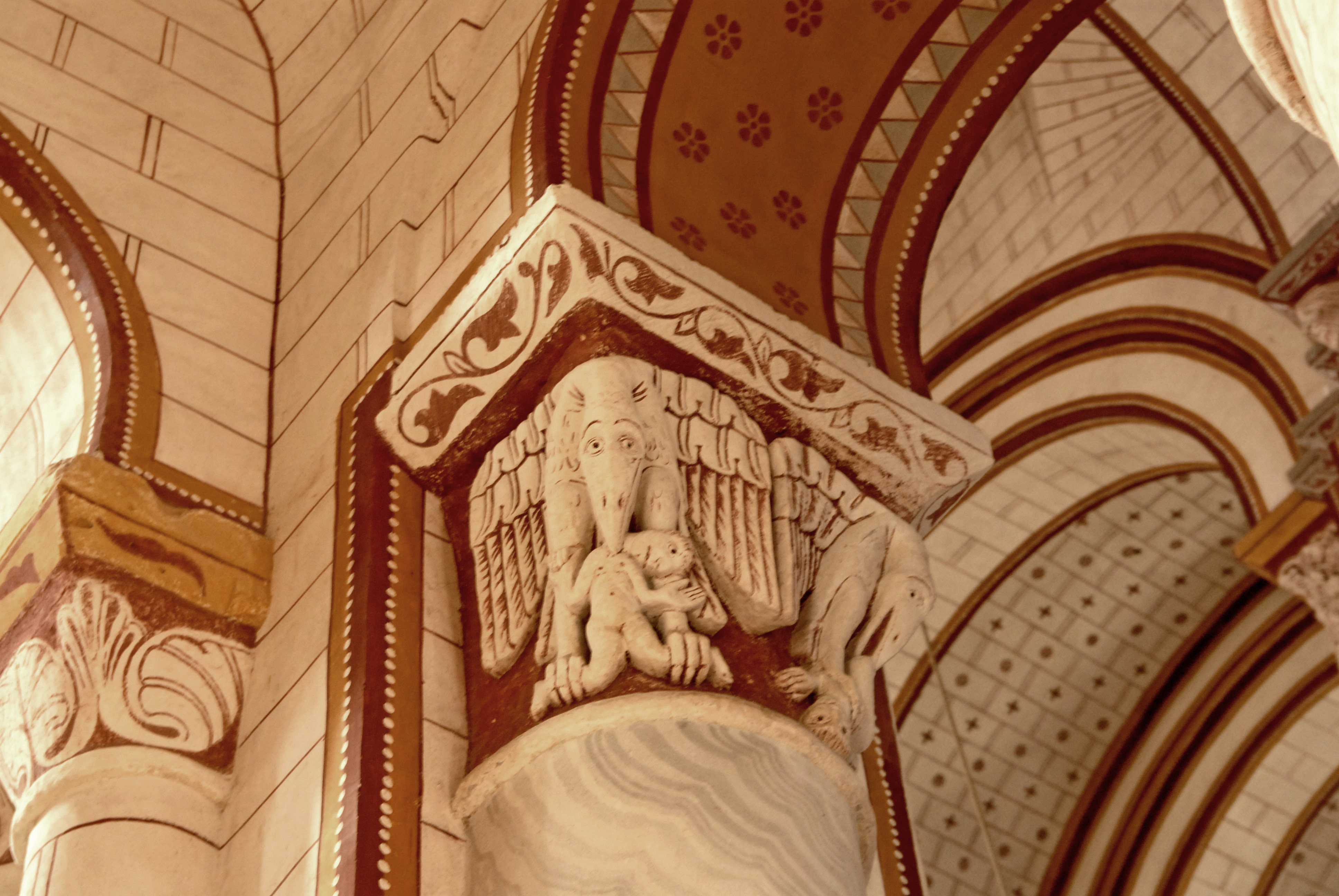
Kapitell I, Adler, Seele emportragend oder Mensch verschlingend

Beim Kapitell I der berühmten acht Chorkapitelle ist sich die Forschung nicht einig, was hier gemeint ist: entweder Adler, die die Seelen emportragen zum Himmel, also ein positives Symbol, oder Adler, die Menschen verschlingen als Strafe für ein sündiges Leben – also ein negatives Symbol.

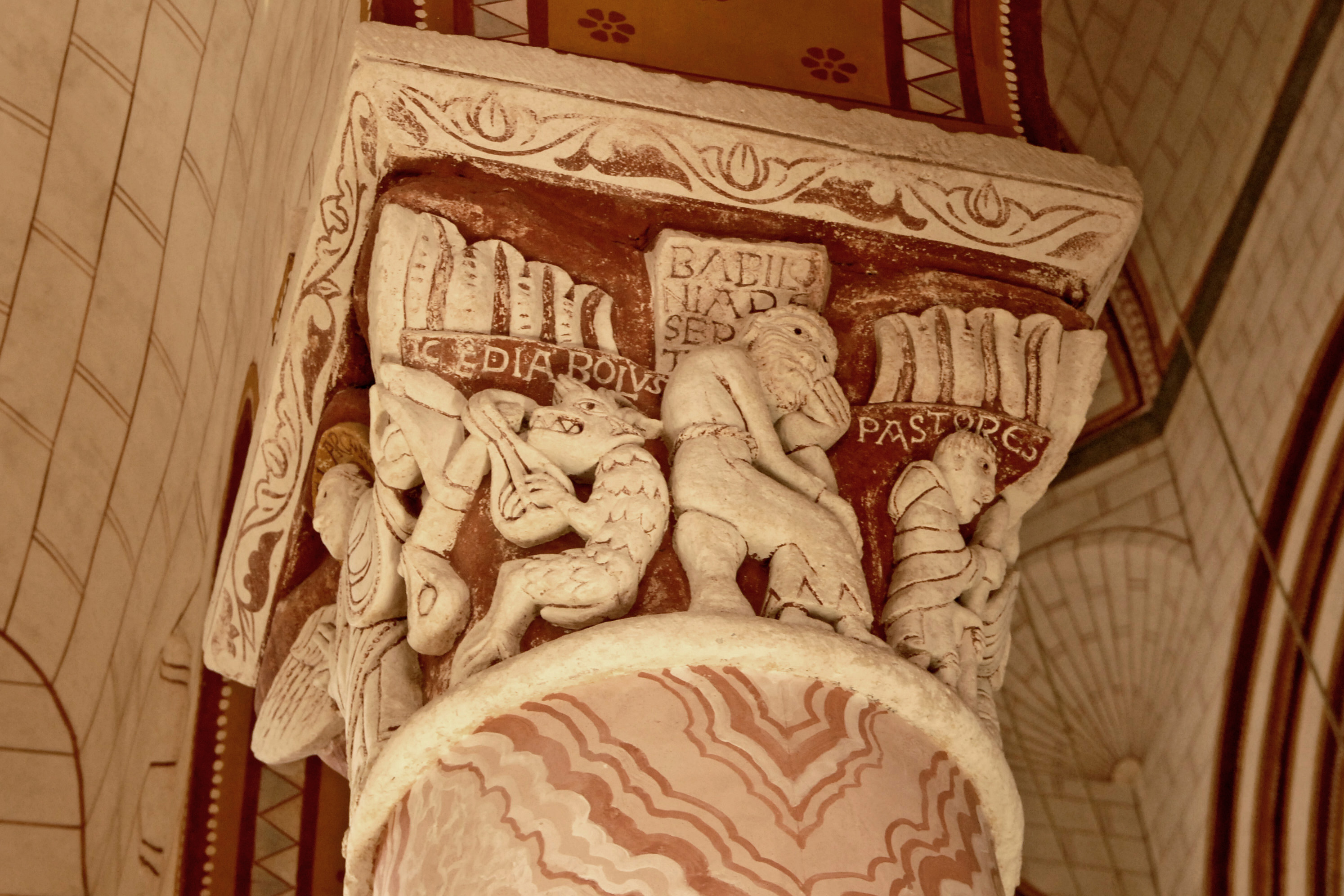
Kapitell II, das verdammte Babylon, links die Seelenwägung

### Kapitell II

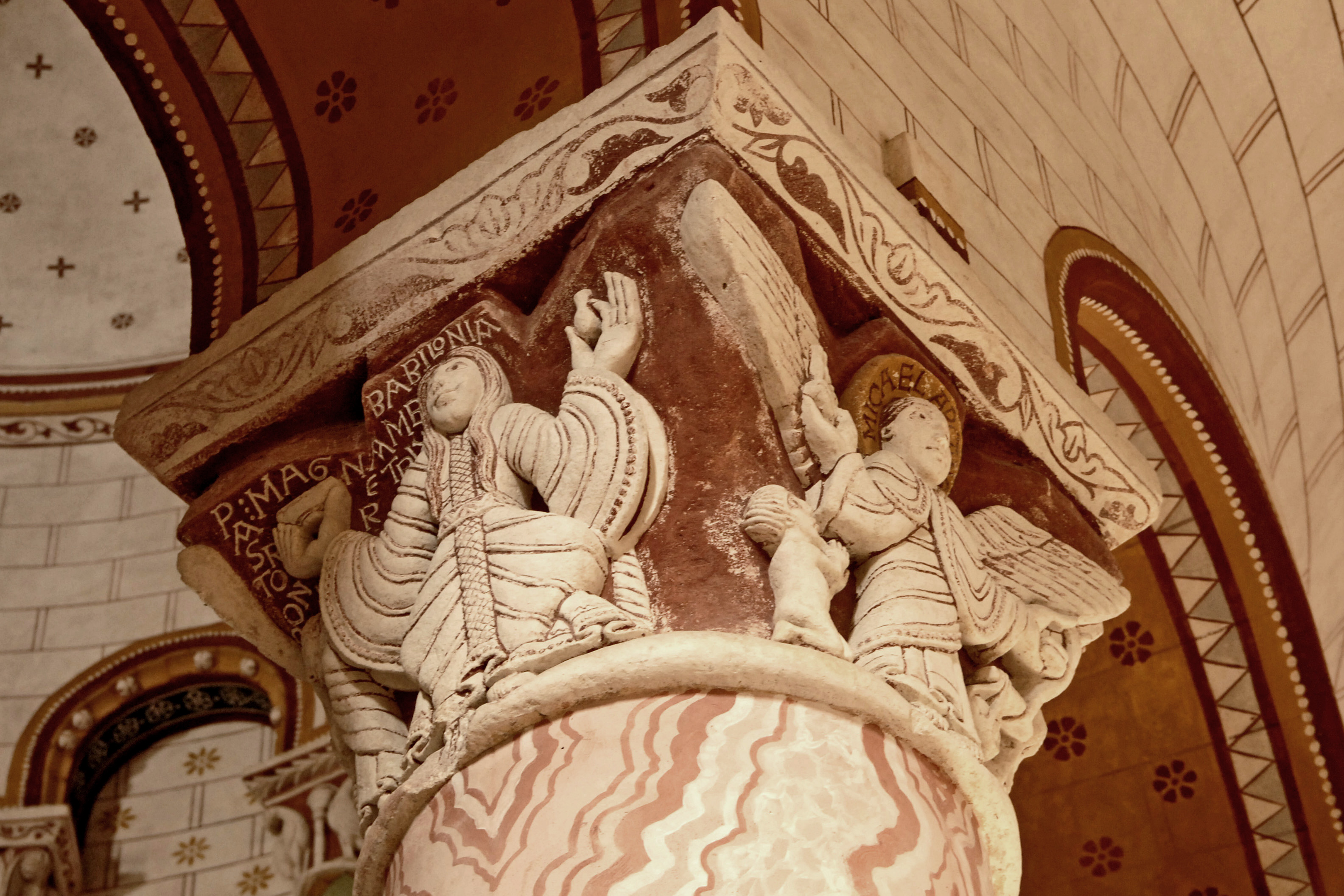
Kapitell II, die Hure Babylon

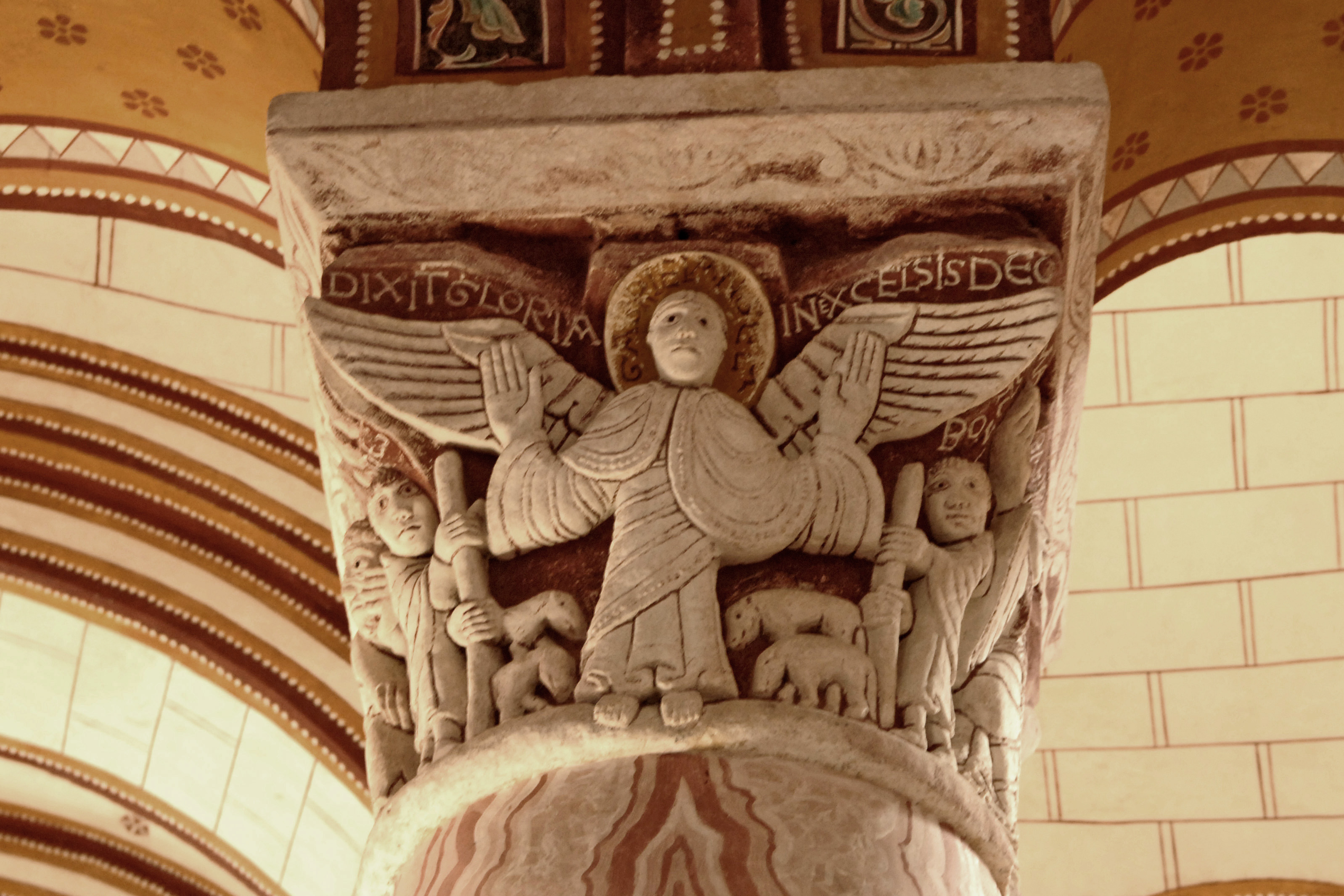
Kapitell II, Verkündigung an die Hirten

Das Kapitell II zeigt auf der einen Seite die Verkündigung an die Hirten. Der Text, der über dieser Szene steht, lautet zunächst auf dem Nimbus, dem Heiligenschein der Zentralfigur: GABRIEL ANGELUS – also der Engel Gabriel; dann über den Flügeln: DIXIT GLORIA IN EXCELSIS DEO, also sinngemäß: er verkündet die Herrlichkeit des Herrn. Über den Seitenfiguren steht nur die schlichte Bezeichnung PASTORES, also Hirten, oder PASTOR BONUS, der gute Hirte.
Aber an der rechts anschließenden Seite des Kapitells deutet sich schon ein ganz anderes Thema an. Das ist die babylonische Hure aus der Apokalypse, die BABILONIA MAGNA MERETRIX, wie es im Text über ihr heißt, deren lange Haare das Laster der ungezügelten Sinnlichkeit andeuten, die generell gerne als weiblich dargestellt wird – wie schon bei der Nixe. Sie hält in ihren Händen kleine Gefäße mit Elixieren zur Steigerung der Lust, Liebestränke also, wie sie zu nahezu allen Zeiten der menschlichen Kultur benutzt wurden.
Die Szene noch weiter rechts ist die Seelenwägung des Erzengels Michael, wie es auf dem Heiligenschein wieder heißt („MICHAEL ARCANGELO“), der die rechte Hand zum Schwur erhoben hat, und mit der linken die Waage hält. An dieser Seelenwaage des Jüngsten Gerichts – das Motiv kommt aus dem ägyptischen Kulturkreis – zerrt ein kleiner Teufel, der verzweifelt versucht, das Gewicht der Seele des unschuldigen, betenden Kindes auf der linken Seite des Engels nach unten zu ziehen, – erfolglos natürlich. Ganz rechts und wieder zur Anfangsseite zurückkehrend ist das verdammte Babylon dargestellt, BABILONIA DESERTA, wie auf der oberen Tafel geschrieben steht.

### Kapitell III

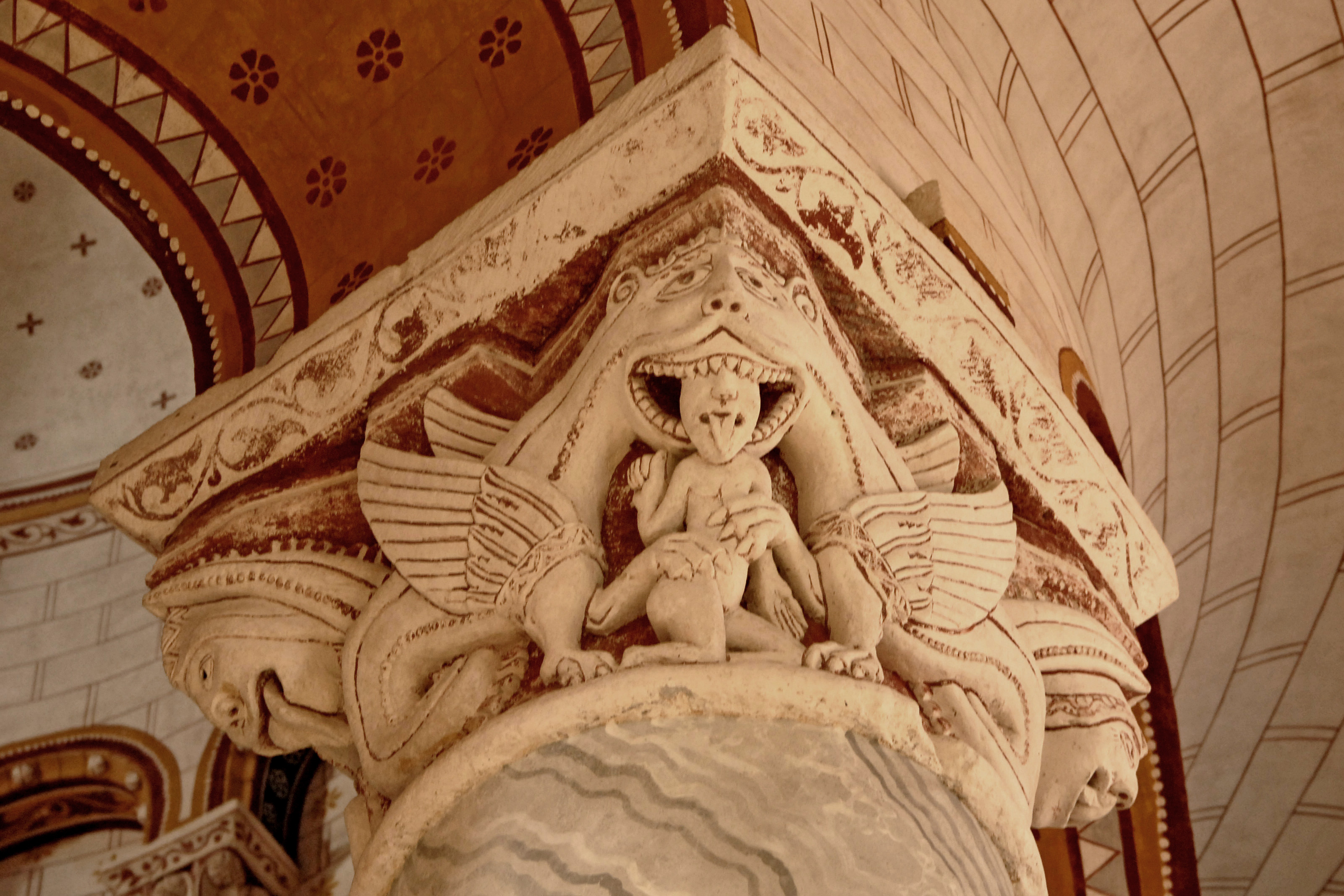
Kapitell III, der Todgeweihte streckt seinem Schicksal die Zunge heraus

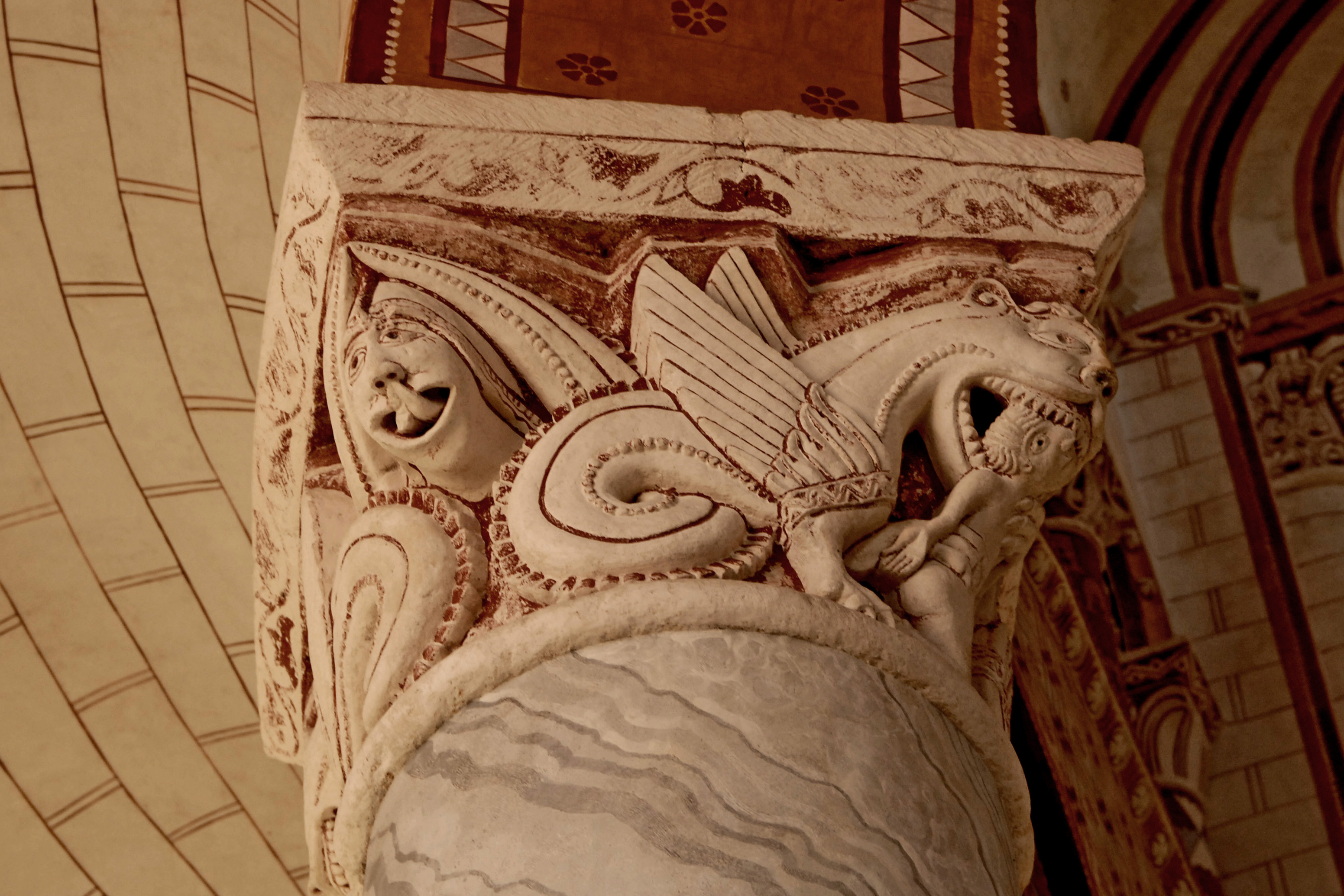
Kapitell III, links das Zungenmotiv

Das 3. Kapitell zeigt eine der typischen mittelalterlichen Dämoniedarstellungen, wie sie vor allem in Zusammenhang mit dem Thema des Jüngsten Gerichtes vorkommen. Ein Drache, dessen zwei Leiber sich in einem menschlichen Kopf vereinen, ist in der mittelalterlichen Mythologie ein Todessymbol. Hier verschlingt er einen in sein Schicksal ergebenen gläubigen Christen, – mit anderen Worten: entgegen dieser düsteren Darstellung hat der Betreffende keinen Anlass zur Sorge. Die anderen Seiten desselben Kapitells zeigen ähnliche Szenen. Hier scheint sich der Todgeweihte auffallend wenig aus seinem Schicksal zu machen, er streckt quasi seinem Schicksal die Zunge heraus. Dieses Zungenmotiv erscheint auch auf der Szene an der Ecke des Kapitells.

### Kapitell IV

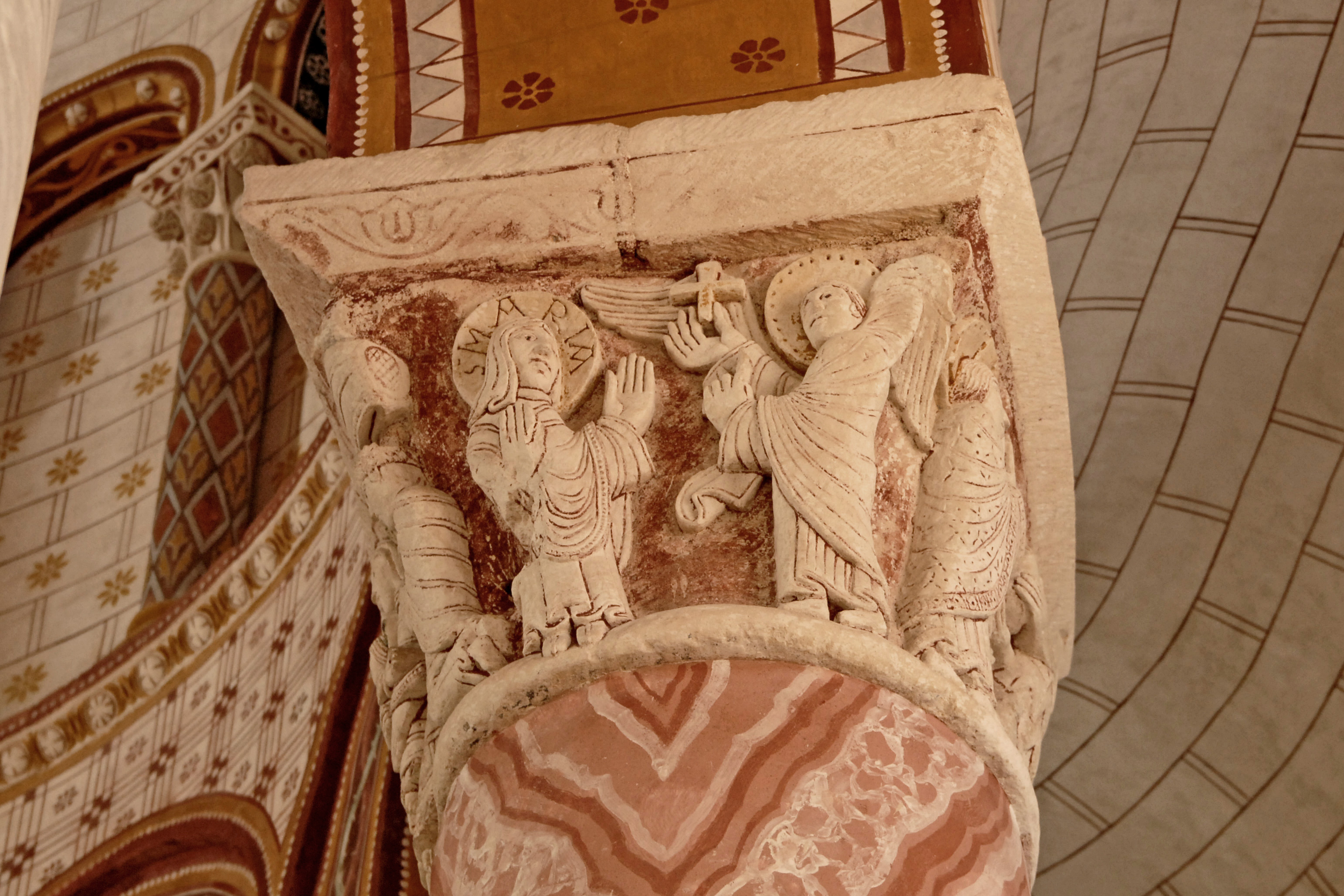
Kapitell IV, Verkündigung Mariens

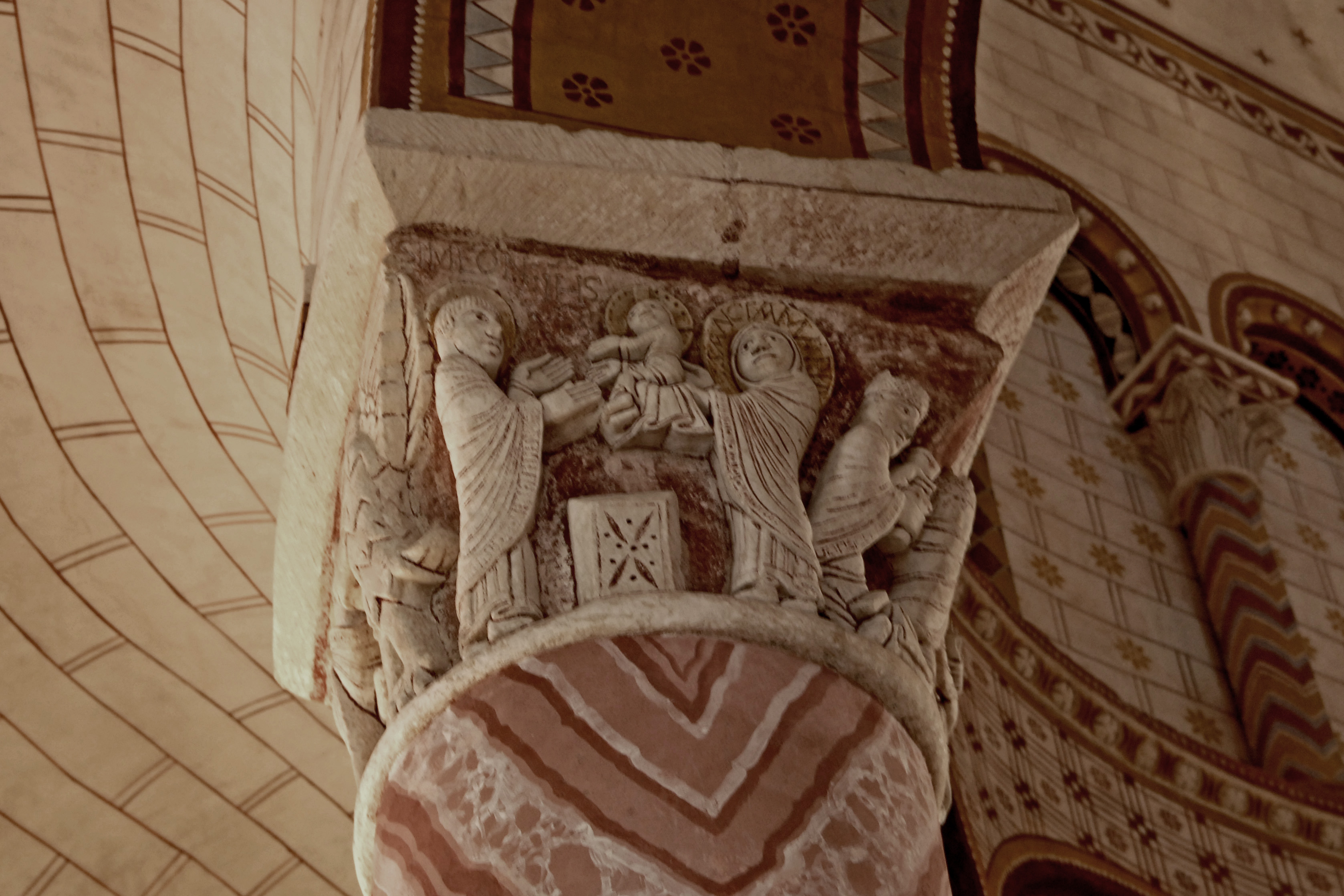
Kapitell IV, Darbringung Christi im Tempel

Dieses Kapitell zeigt auf einer Seite die Anbetung der Könige (sh. Bild weiter oben rechts). Diese Szene ist in der Kunstgeschichte deshalb berühmt, weil die Inschrift über der Maria lautet: GOFRIDUS ME FECIT, d. h. Gofried hat mich gemacht, so als ob das Kapitell selber spricht. Der Bildhauer hat hier also seinen Namen – oder den des Auftraggebers (Toman, S. 257) – mit verewigt, ein für die damalige Zeit um 1100 ungewöhnlicher Vorgang. Im Mittelalter war es nicht üblich, dass die Künstler ihre Werke irgendwie signierten, schon gar nicht im Chor einer Kirche (siehe Diskussionsseite).
Das hing auch damit zusammen, dass die Kunst damals einen wesentlich geringeren Stellenwert hatte als heute. Hier haben wir also ein erstaunliches Kennzeichen eines keimenden Selbstbewusstseins vor uns in einer Zeit, da der Bildhauer nichts weiter war als ein Handwerker. Dieser Meister Gofridus hat das ganz offensichtlich anders gesehen und sich und seiner Zunft an diesem geheiligten Ort ein frühes Denkmal gesetzt.

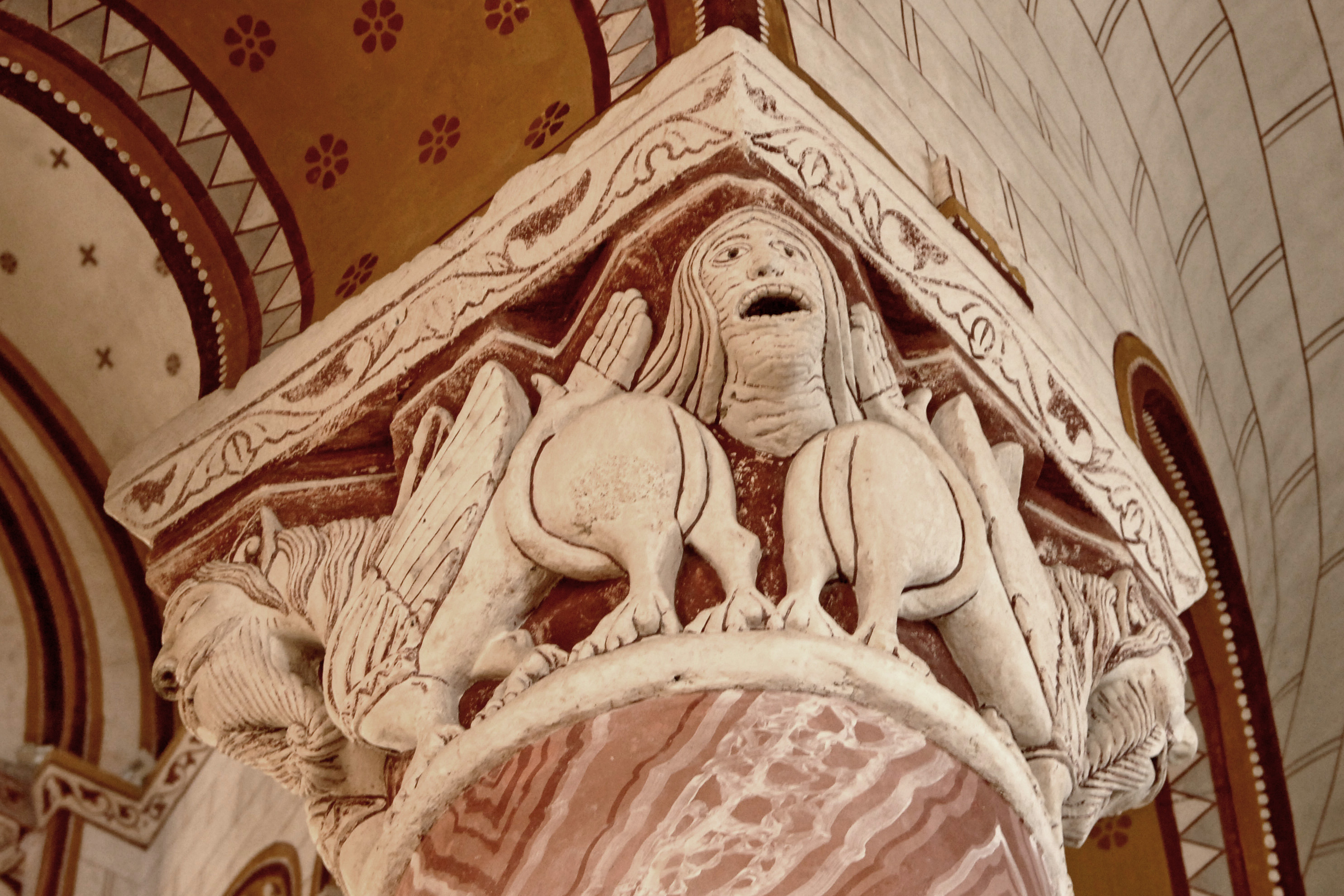
Kapitell V, Hände aus Löwenschwänzen wachsend

Die anderen drei Seiten des Kapitells IV haben zum Thema: Die Verkündigung Mariens, Eine der drei Versuchungen Christi und Die Darbringung Christi im Tempel.

### Kapitell V
Löwen, aus deren Schwanzenden menschliche Hände wachsen; zwei Masken.

### Kapitell VI

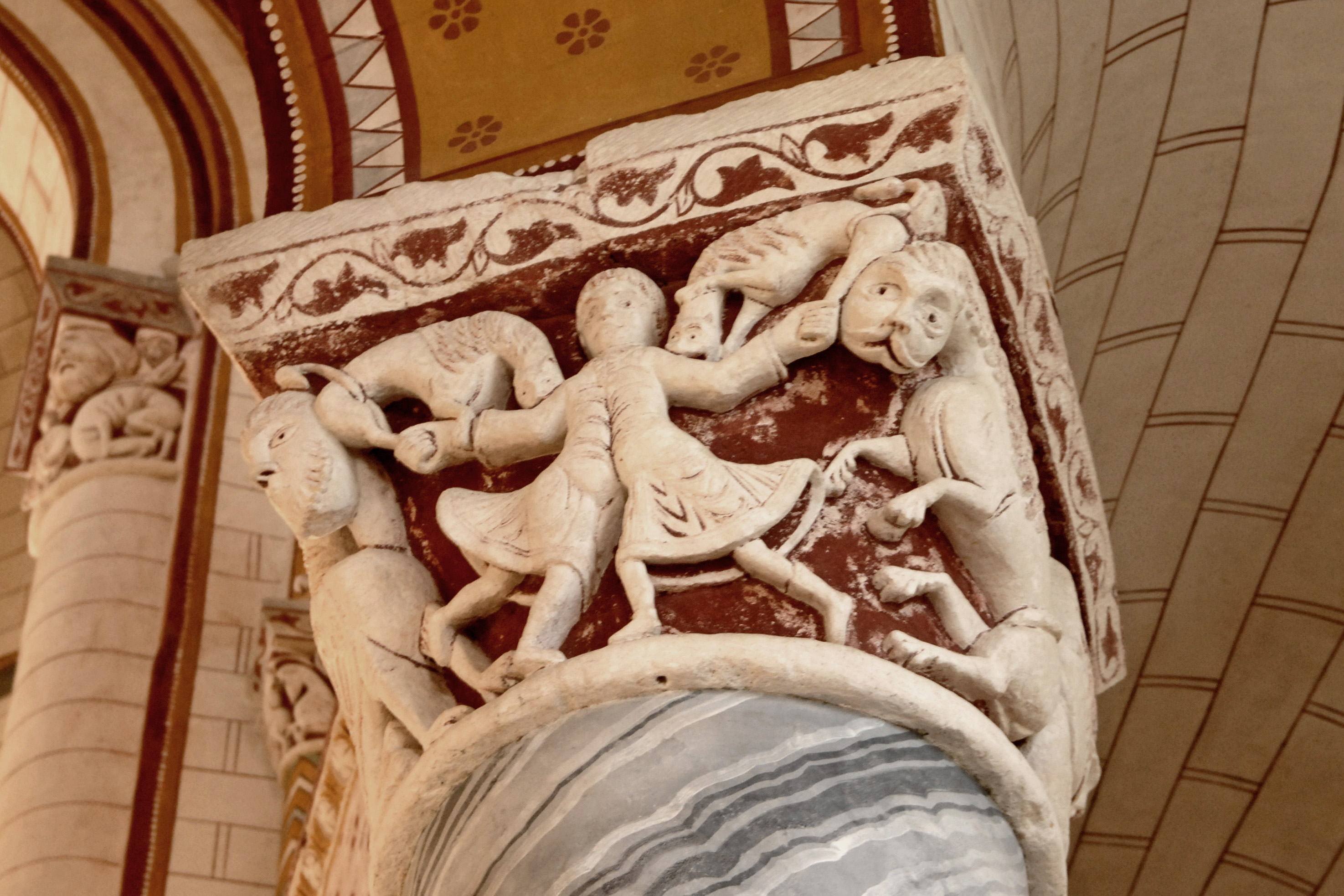
Kapitell VI, Mensch mit einem Kopf und zwei Körpern

Das bekannteste Kapitell von Chauvigny ist das sechste, und seine Deutung ist besonders kompliziert. Die folgende Deutung stammt aus dem Buch von Ingeborg Tetzlaff ‚Romanische Kapitelle in Frankreich’ von 1979. Die Forschungsgeschichte zu diesem Thema ist in letzter Zeit sehr in Bewegung gekommen und es ist nicht ausgeschlossen, dass mittlerweile zu diesem Kapitell eine andere Deutung vorliegt.
Das Kapitell zeigt eine fantastische Menschengestalt mit zwei Körpern, die in einem gemeinsamen Kopf zusammenwachsen, daneben verschiedene Monstren. Gemeint ist – angeblich – hier das Thema: der Widerstreit in der menschlichen Seele. Man sagt ja heute noch bei intensiven widersprüchlichen Gefühlen: man könnte sich „in der Mitte zerreißen“.
Die Achse, an der die beiden Körperhälften zusammenwachsen, hat – für sich gesehen – die abstrakte Form eines Baumes, wenn man genau hinsieht. Das ist der Lebensbaum, dessen Zweige sich als Rippen auf den beiden Brustseiten zeigen.
Das Erstaunliche ist nun, wie dieser sich tänzerisch bewegende Doppelmensch von Ungeheuern umringt ist, wie er fast spielerisch in jeder Hand die Hinterläufe eines von ihnen festhält, die ihn ihrerseits in seine Arme zu beißen trachten. Er beherrscht sie also, indem er sie so festhält.
Außerdem versetzt er scheinbar nebenbei mit dem – von vorne gesehen – äußersten linken seiner vier Füße einer riesigen bärtigen Harpyie einen abwehrenden Tritt. Eine Harpyie ist in der griechischen Mythologie ein Sturmdämon in Gestalt eines Mädchens mit Vogelflügeln, oder auch ein Jungfrauenadler, ein Wappentier, das den Oberkörper einer Frau hat. Währenddessen ist der linke Fuß der Doppelfigur dem anderen löwenartigen Untier rechts schon entkommen.
Worum geht es hier – nach Tetzlaff? Dieser Mensch ist der Überwinder seiner Zwiespältigkeit: Er beherrscht sie, obwohl er sich ihrer noch bewusst ist. Wie kommt man zu dieser zunächst fremdartig scheinenden Deutung?
Die linke Körperhälfte, von vorne aus rechts, ist der „geistige Teil“ dieses Wesens; das deutet sich mit den drei betonten Gewandfalten an, die auf die Dreieinigkeit hinweisen. Mit den fünf danebenliegenden Gewandfalten weist er auf „die vollkommene Zahl des Mikrokosmos Mensch“ hin und damit auf Christus selbst, denn Fünf ist die Zahl der Sinne (Auge, Nase, Mund, Ohr, Tastsinn) und auch der Wunden Christi. Und mit den senkrechten Falten rechts und links dieser beiden Gruppen weist er aufwärts. Für unser heutiges Empfingen wirken solche Zahlensymbolismen häufig sehr gekünstelt und unglaubwürdig, aber man hat zur damaligen Zeit tatsächlich mit solchen Mitteln gearbeitet. Sonst wäre es nicht nötig gewesen, in diesem mittleren Bereich des Rockes zwei ganz unterschiedliche Faltenformen nebeneinander zu setzen. In der Gotik, die nicht mit solchen Zahlensymbolen in der Kleidung arbeitet, wäre dieser Bereich in einer in sich stimmigen Stilistik einheitlich gestaltet worden. Die schlichten Gewandfalten haben also – jede Gruppe für sich – einen starken symbolischen Bezug, was ihre Form und was ihre jeweilige Zahl angeht.
Aber auch die rechte Hälfte, von uns aus links, sein „irdischer Teil“, strebt dem Lebensbaum in der Leibesmitte zu. Er überwindet dabei das Tierische (nicht zufällig ist auch sie bekleidet), wie die schwungvolle Aufwärtsbewegung der Rockfalten anzeigt und ebenso der Fuß, der das Ungeheuer zurückstößt. In diesem Kapitell ist auf beschränktem Raum mit für uns heute schwer nachvollziehbaren Mitteln die ganze Zwiespältigkeit menschlicher Existenz in künstlerische Form gebracht worden – und auch der Sieg über sie (Tetzlaff, S. 94). Auf solche umwegigen Symboldeutungen muss man sich einlassen, wenn man diese mittelalterlichen Szenen verstehen will. Dabei darf man aber nicht vergessen, dass damals im 12. Jh. solche Deutungen ebenfalls nicht selbstverständlich waren, sondern auch vermittelt wurden, beispielsweise von einem Geistlichen in einer Predigt. In letzter Zeit ist diese Zahlenmystik bei uns allerdings in gewisser Weise wieder populär geworden durch die Kriminalromane von Dan Brown.

### Kapitell VII

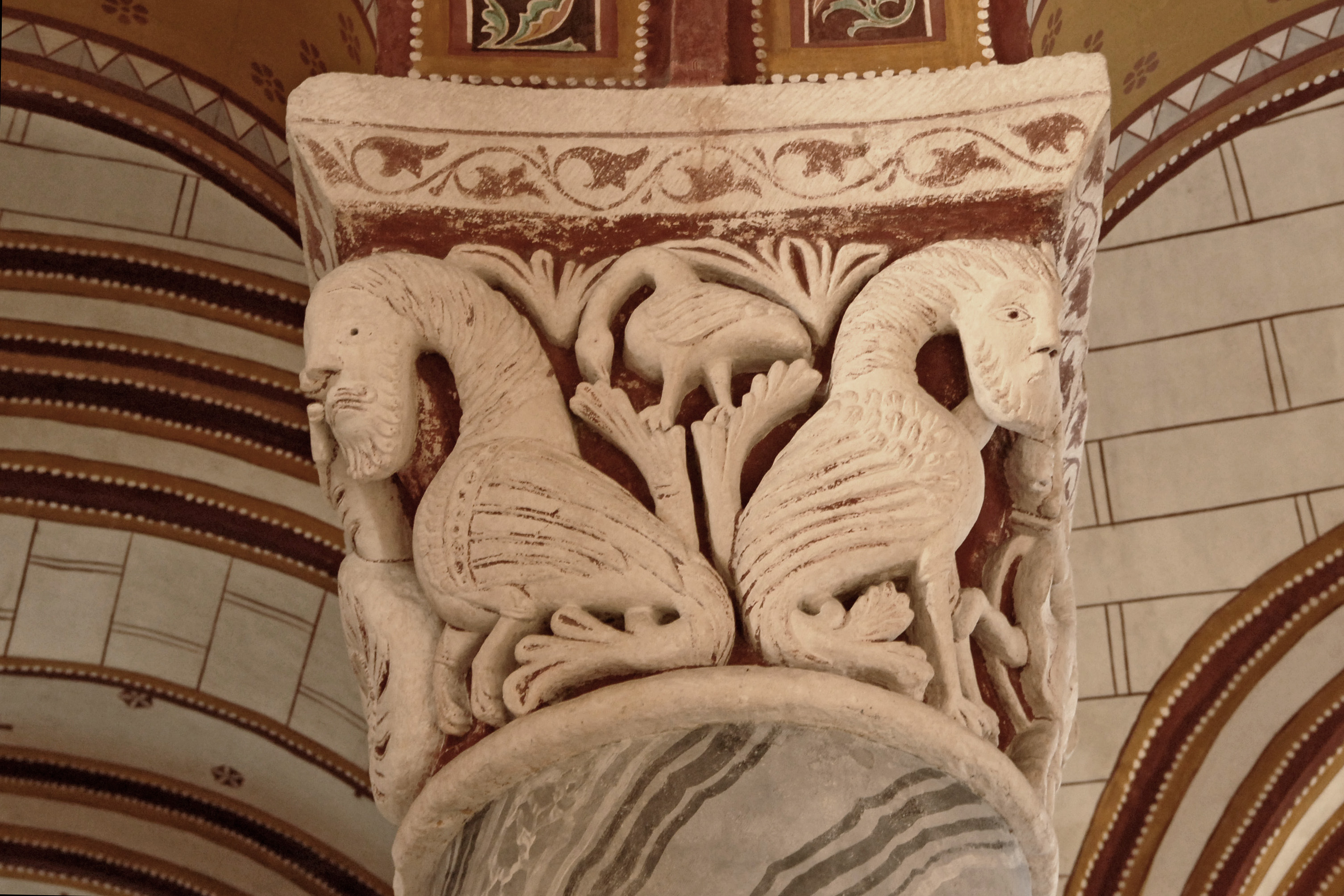
Kapitell VII, Dämonen, Drachen

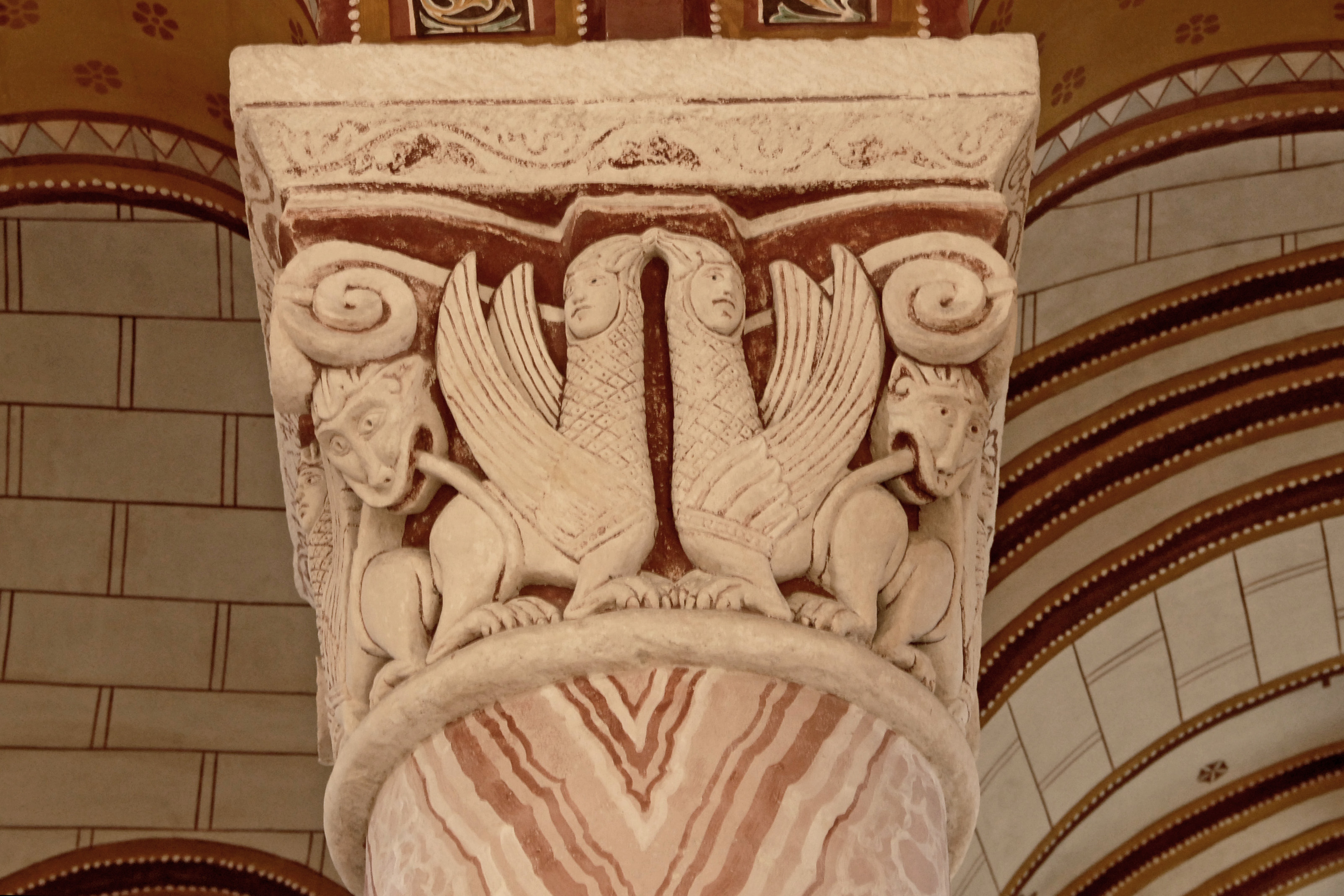
Kapitell VII, Vogelsirenen

Das Kapitell VII zeigt Drachenpaare mit menschlichen Köpfen, deren Hinterteile an den Ecken zusammenstoßen und zusätzlich miteinander verbunden sind durch etwas, was man eine gespaltene Zunge nennen könnte, die aus dem Maul eines Dämonenkopfes herauskommt. Eine andere Deutung der Tierwesen ist, dass es sich um Sphingen mit Frauenköpfen handeln könnte oder um Vogelsirenen, also zur Sünde verführende Wesen, wie die Nixe am Anfang.

### Kapitell VIII

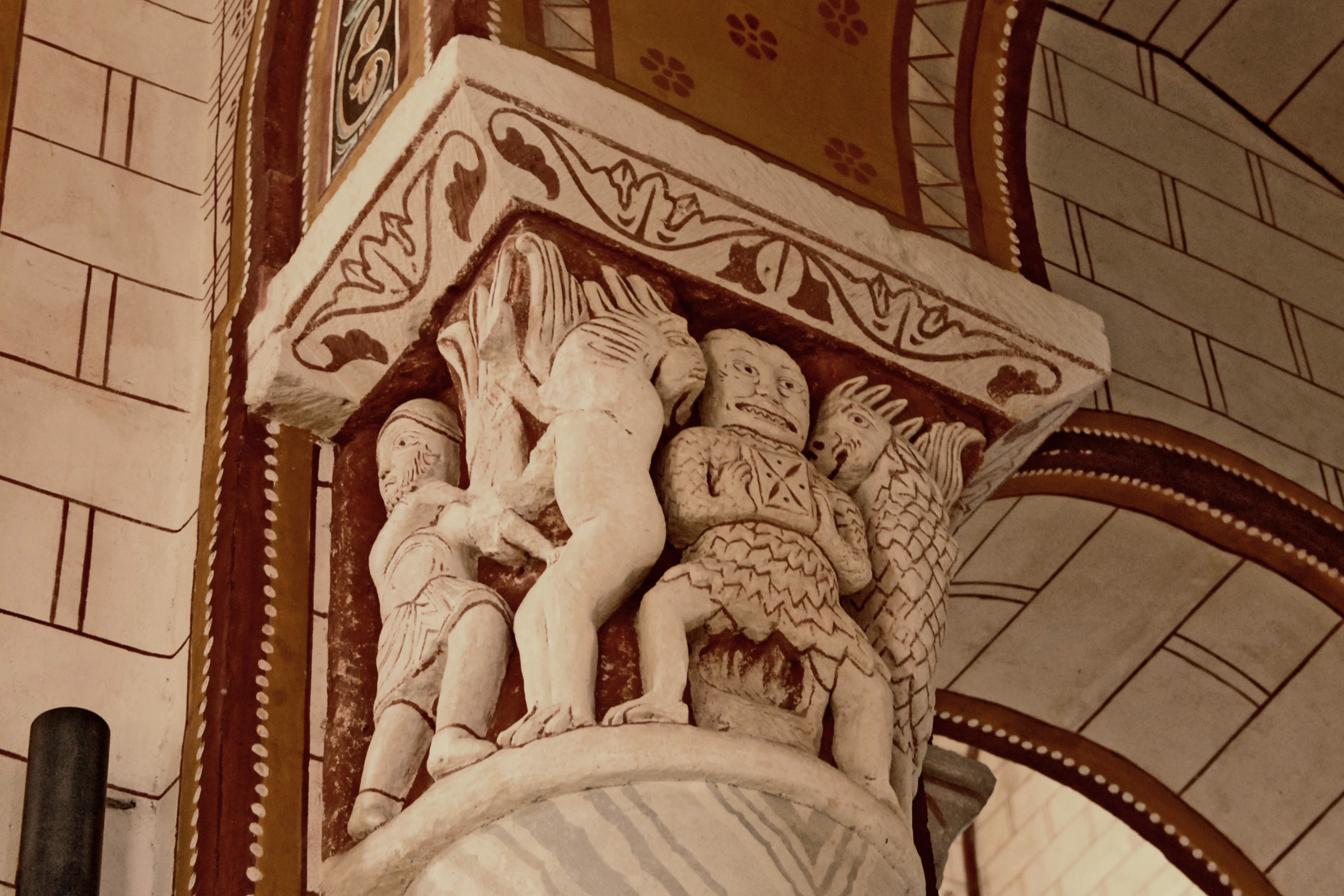
Kapitell VIII, Herrscher des Bösen, persönlich und leibhaftig

Das letzte Kapitell zeigt den Teufel, der vor sich seinen Altar mit dem Todessymbol hält, einem schräg stehenden Kreuz mit Punkten in den Dreiecksflächen. Flankiert ist er von zwei Dämonen. Hier ist also der Herrscher des Bösen persönlich und leibhaftig dargestellt.